# Liste der Baudenkmäler in Nördlingen
Auf dieser Seite sind die Baudenkmäler in der schwäbischen Großen Kreisstadt Nördlingen zusammengestellt. Diese Tabelle ist eine Teilliste der Liste der Baudenkmäler in Bayern. Grundlage ist die Bayerische Denkmalliste, die auf Basis des Bayerischen Denkmalschutzgesetzes vom 1. Oktober 1973 erstmals erstellt wurde und seither durch das Bayerische Landesamt für Denkmalpflege geführt wird. Die folgenden Angaben ersetzen nicht die rechtsverbindliche Auskunft der Denkmalschutzbehörde.
Diese Liste gibt den Fortschreibungsstand vom 4. September 2018 wieder und enthält 488 Baudenkmäler.

## Ensembles

### Ensemble Altstadt Nördlingen
Das Ensemble umfasst den historischen Stadtraum der ehemaligen Freien Reichsstadt Nördlingen, wie er sich innerhalb der hoch- und spätmittelalterlichen Stadtmauer entwickelt hat. Seine Umgrenzung ist durch die Verlaufslinie der ehemaligen Sternschanzen des 17. Jahrhunderts gegeben. Die ehemalige Reichsstadt mit fast kreisrundem und insgesamt gut erhaltenem Mauerring mit Wehrgang, fünf Toren und sechzehn Türmen, mit der Georgskirche und ihrem zum Wahrzeichen gewordenen Turm „Daniel“ im Zentrum, ist in ihrer Gesamtheit Geschichtszeugnis von bedeutendem Rang und anschauliches städtebauliches Beispiel für soziale Strukturen des Spätmittelalters von substantieller Dichte. Auf spätmittelalterlichem Grundriss zeigt die Stadt hervorragende Beispiele des frühen Fachwerkbaus sowie Großleistungen des spätgotischen Steinbaus und der Fortifikationskunst. Um den „Daniel“, das signifikante Orientierungszeichen für das Riesgebiet, gruppieren sich im Zentrum bis zu viergeschossige Kaufmanns- und Patrizierhäuser, wohlhabende Handwerkerviertel mit zwei- bis dreigeschossigen Handwerkerhäusern und breit gestreute kleinbürgerliche Siedlungen an der Peripherie von fast dörflichem Charakter.
Nördlingen liegt am südwestlichen Rand der leicht gewellten, weitgehend ebenen Fläche des zwischen Schwäbischem und Fränkischem Jura eingesenkten Rieskessels, an Eger und Kornlach. Als Hauptort des fruchtbaren Riesgebiets liegt es am Schnittpunkt alter Handelsstraßen: der von Frankfurt und Würzburg nach Augsburg und der von Nürnberg nach Ulm zum Bodensee. Ausgangspunkt der Ansiedlung war vermutlich die Errichtung eines römischen Militärpostens, dann am Straßenknotenpunkt die Entstehung eines vicus, einer zivilen Siedlung mit Herbergen und Einkaufsmöglichkeiten. Nach dem alemannischen Ansturm im 3. Jahrhundert trat eine alemannische Siedlung an dessen Stelle, sie lag vermutlich nördlich des Rathauses. Reihengräberfriedhöfe wurden am Hohen Schänzle und am Totenberg gefunden. Die erste urkundliche Erwähnung Nördlingens im Jahr 898 informiert darüber, dass eine karolingische Siedlung dem Herrschaftsbereich der Regensburger Bischöfe unterstellt wird. Diese Siedlung ist in der Nähe des alten Königshofes zu suchen, der bei der ehemaligen Karmeliter- und jetzigen katholischen Stadtpfarrkirche St. Salvator vermutet wird. Die ursprünglich alemannische Siedlung entwickelt sich dank der günstigen Lage allmählich zum Markt und schließlich nach dem von Kaiser Friedrich II. mit dem Hochstift Regensburg vorgenommenen Tausch zur Stadt. Der Kern der Altstadt ist demnach rund um den Hafenmarkt zu suchen, in der Nähe des Laufes der Eger und auf der höchsten Erhebung des Nördlinger Stadtbodens. Er war bereits befestigt. Der heutige Marktplatz liegt am südlichen Rand dieses Siedlungskerns. Erwerbsmöglichkeiten bot vor allem die Hofstatt. Die Ausbreitung der Siedlung hat man sich nach Westen und Südwesten vorzustellen. Die Stadtgründung war vermutlich bereits vor 1200 erfolgt, mit Sicherheit seit 1215. Im 13. Jahrhundert, erwähnt 1243, bestand ein im Gassenverlauf noch deutlich überlieferter, ungefähr kreisförmiger Mauerring, der durch die Linie Neubaugasse, Herrengasse, Vordere Gerbergasse, Bauhofgasse, bei den Kornschrannen und Drehergasse umschrieben wird und bereits fünf Tore besaß.

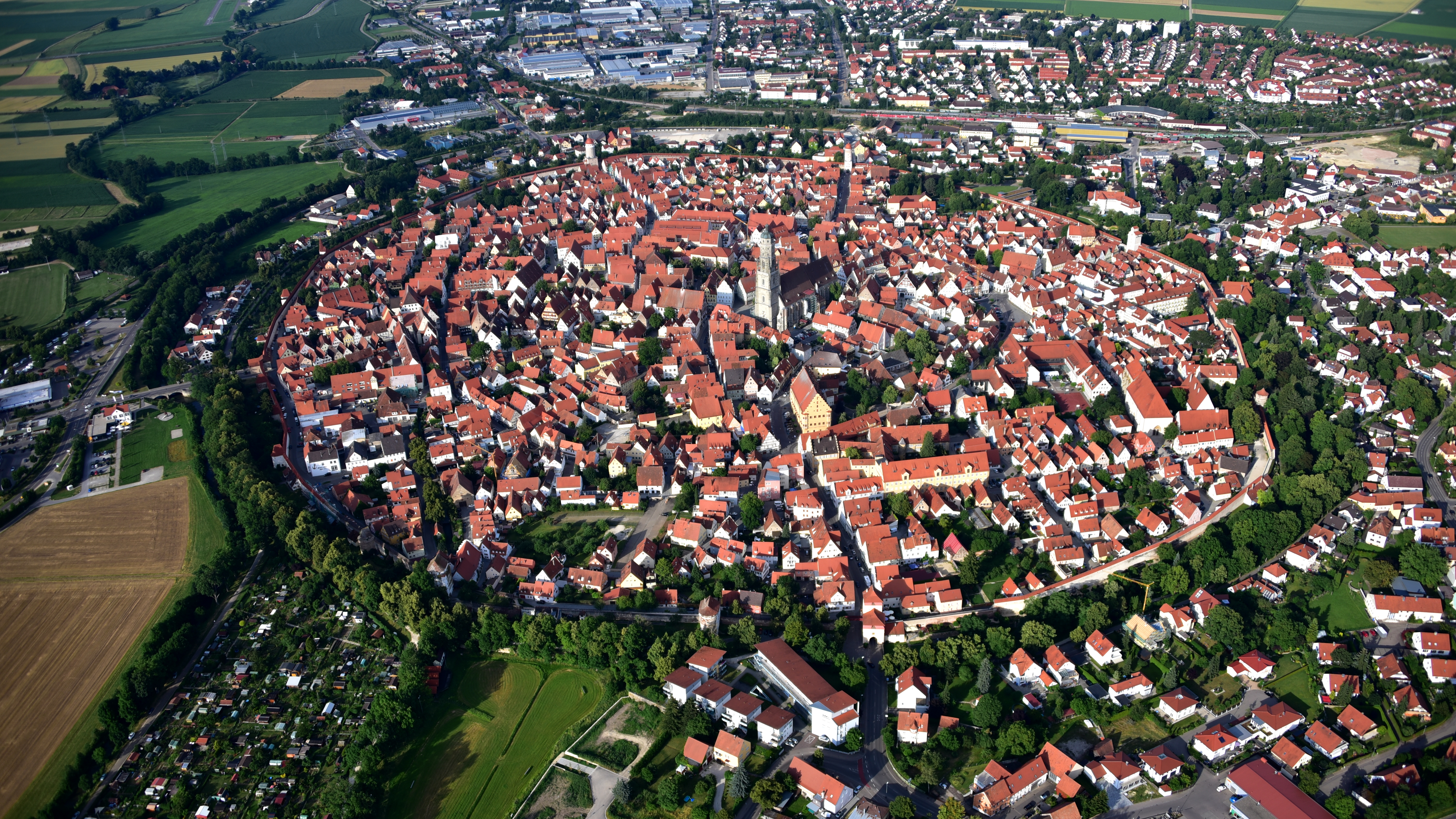
Luftbild der Altstadt

Nördlingen war, als es Reichsstadt wurde, schon ein wichtiger wirtschaftlicher Mittelpunkt. Bereits 1219 wurde die Nördlinger Messe als ein vielbesuchter Markt erwähnt. Der Stadtbrand von 1238, dem ein großer Teil der Häuser zum Opfer fiel, vermochte die Entwicklung der Stadt nicht zu hemmen. 1233 erschien zum ersten Mal das Spital, das als Teil umfangreicher Wohltätigkeitsstiftungen heute noch Bestand hat, in den Urkunden. 1243 gab es die erste urkundliche Erwähnung des Klosters der Franziskaner oder Barfüßer. Von 1290 datiert die älteste Niederschrift des Stadtrechts. In den ersten hundert Jahren ihrer Reichsfreiheit wuchs die Stadt auch räumlich weit über den heute erkennbaren „Alten Graben“ hinaus. Um ihre Freiheit gegenüber den aufstrebenden Territorialherren, vor allem den Grafen von Oettingen und den Herzögen von Bayern zu verteidigen, waren die Nördlinger zu großen Anstrengungen bereit. Sie erlangten bei den geldbedürftigen Kaisern bedeutsame Zugeständnisse und Rechte, vor allem auf dem Gebiet der städtischen Verwaltung, der Gerichtsbarkeit und der Finanzhoheit. Eines der wichtigsten Privilegien war das von 1327, in dem Kaiser Ludwig den Nördlingern die Erhebung einer Getränkesteuer genehmigte, die sie dazu verwenden sollten, ihre außerhalb der Stadtbefestigung gelegenen Vorstädte mit Graben und Mauern zu umfangen. Nach rund fünf Jahrzehnten war wohl der neue, dem jetzigen im Umfang entsprechende Befestigungsring mit den fünf Stadttoren, jedoch noch ohne Zwischenwerke, die erst im 15. und 16. Jahrhundert erbaut wurden, um die Stadt gelegt. Im 17. Jahrhundert traten zu dem Mauerring, den Türmen und dem Graben Bastionen und schließlich die großzügig angelegten Sternschanzen hinzu.
Für die Expansion der Stadt war das Wirtschaftsleben von zentraler Bedeutung, deren Voraussetzung der sukzessive Übergang der Stadtherrschaft in das aufsteigende Bürgertum. 1349 wurden acht Zünfte geschaffen, der Bürgermeister verdrängte den Ammann, die Verwaltung wurde demokratisiert. 1382 wurde das „Steinerne Haus“ als Rathaus bestimmt. Der gewaltige Umsatz auf der Nördlinger Messe, neben der Frankfurter Messe im 15. Jahrhundert die bedeutendste in Oberdeutschland, veranlasste König Sigismund im Jahr 1418 in der Stadt eine Reichsmünzstätte zu errichten. Auf den 15 Marktplätzen wurden alle Gegenstände des täglichen Lebens gehandelt: Wichtigster Handelsartikel waren Textilwaren, deren Verkauf die Gewandhäuser am Marktplatz dienten, die sonst als Tanzhaus, Fleischbank und Trinkstube verwendet wurden. Als die beiden wichtigsten Gewerbe der Stadt entwickelten sich die Gerber, die in drei nach ihnen benannten Gassen an der Eger wohnten, und die Lodweber. An Erstere erinnert die große Zahl erhaltener Gerberhäuser, die an den offenen, dem Trocknen der Felle dienenden Böden zu erkennen sind. Nicht unbedeutend waren auch die Leinweber, Teppichweber und Tuchmacher. In die Zeit der höchsten wirtschaftlichen Blüte, in das 15. und 16. Jahrhundert, fallen die bedeutendsten künstlerischen Leistungen, auch in der Architektur. An zentraler Stelle wurde 1427 der Bau der Georgskirche begonnen und 1505 vollendet. Sie zählt zu den bedeutenden Hallenkirchen der Spätgotik. 1442–44 entstand das Tanzhaus am Marktplatz, 1522 auch als Fachwerkbau das sogenannte Leihhaus bzw. die Alte Waage, 1541–44 das Hallgebäude am Weinmarkt als Lagerhaus für Wein, Salz und Korn und um 1600 die Alte Kornschranne, alles den jeweiligen Gewerbezweigen funktional entsprechend Großbauten. Im Zeitraum vom 14. bis 16. Jahrhundert fanden neun Klosterhöfe Platz im Stadtgebiet. Es gehört zu den Folgen des Dreißigjährigen Krieges, dass Nördlingen in seiner baulichen Geschlossenheit überliefert ist. Erst um 1939 hatte es wieder die Bevölkerungszahl erreicht, die es vor diesem Krieg hatte. Wegen der fehlenden Wasserkraft und vor allem der ungünstigen Zollgrenzziehung zwischen Bayern und Württemberg kam es im 19. Jahrhundert nur zu geringfügiger Industrialisierung.
Der Stadtgrundriss ist fast kreisrund: Radial verlaufen vom Zentrum fünf Hauptstraßen zu den fünf Stadttoren. Abgesehen von einer inneren Ringstraße (Alter Graben) ist das Straßennetz unregelmäßig, nur im südlichen Abschnitt befinden sich rechteckige Baublöcke. Die Quartiere mit ausgeprägtem Eigencharakter liegen entlang dem Fluss, die Bebauung des Gerberviertels und die Mühlengebäude vermitteln am deutlichsten den Charakter einer Land-Stadt. Die Bebauung stammt vorwiegend aus dem späten Mittelalter und der frühen Neuzeit, mit baulichen Ergänzungen im 18. und 19. Jahrhundert. Die Häuser stehen zumeist giebelständig zur Straße, den unregelmäßigen Straßenzügen mit leichten axialen Versetzungen folgend. In der Nähe der Stadtmauer fällt die Weitläufigkeit der Anwesen auf, bestehend aus Haus, Hof und Hausgarten. Die dichte und geschlossene, hauptsächlich aus vorkragendem Fachwerkbau und nur vereinzelt aus Stein bestehende Bebauung ist im Zentrum bis zu viergeschossig, sonst drei- bis zweigeschossig. Die öffentlichen Gebäude, das Rathaus, das ehemalige Tanzhaus und die ehemalige Fleischbank gruppieren sich um den Markt. Die übrigen stehen an den größeren Plätzen, so das Hallgebäude, das Klösterle, das Landratsgebäude und die Schranne. Aktennummer: E-7-79-194-1.

### Ensemble Siedlung Augsburger Straße

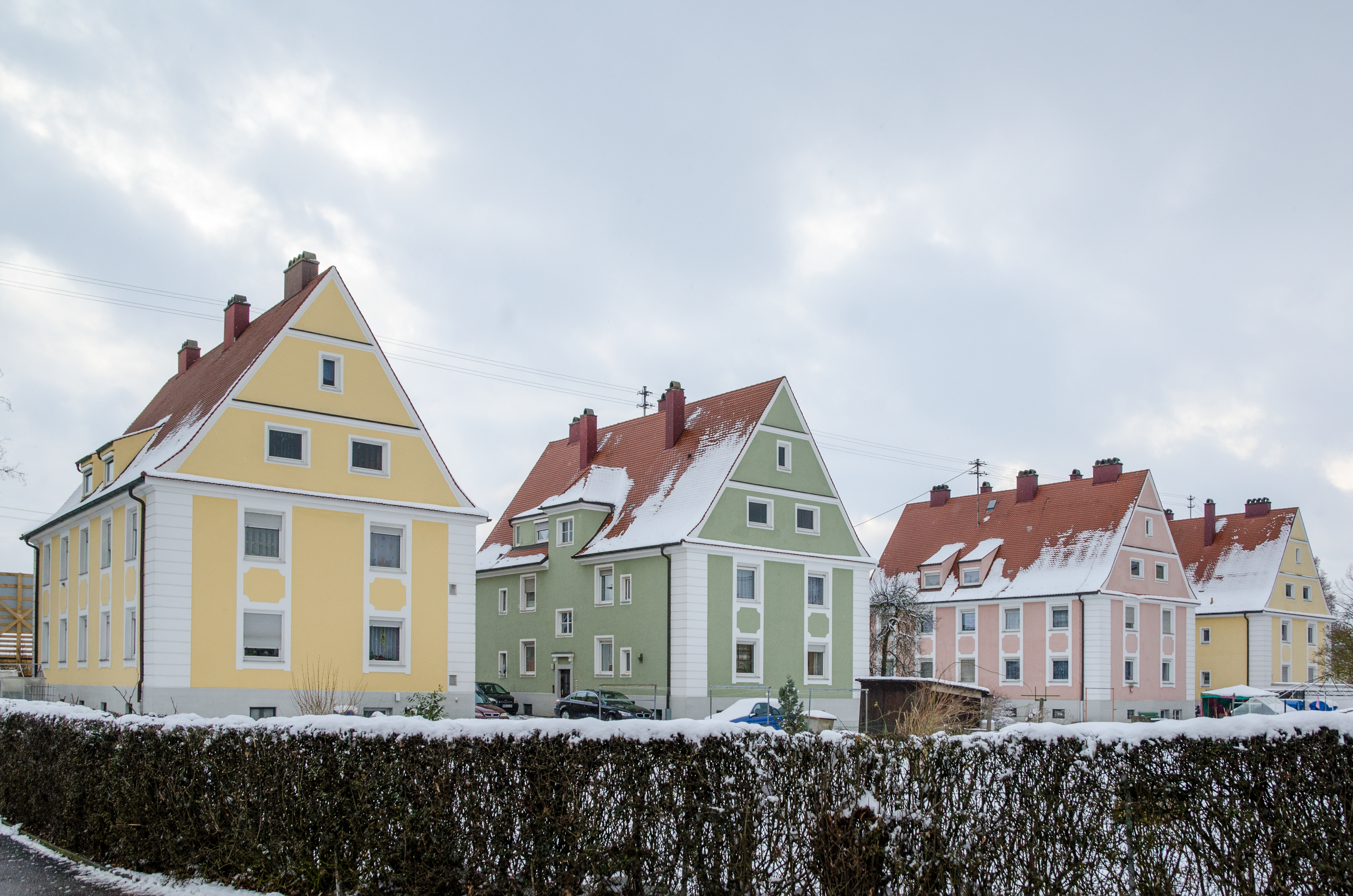
Augsburger Straße 33, 31, 29 und 27
weitere Bilder

Das Ensemble umfasst eine 1920–24 von der Gemeinnützigen Baugenossenschaft Nördlingen errichtete Wohnsiedlung, an deren Planung neben Stadtbaumeister Strehle auch Theodor Fischer beteiligt war. Die Siedlung liegt außerhalb der Altstadt an der Ausfallstraße nach Augsburg. Zunächst entstand in offener Bauweise eine einheitliche Reihe von sieben zweigeschossigen Mehrfamilienhäusern, die mit den steilen Giebeln zur Straße stehen. Ihnen schließen sich zwei weitere, in die Tiefe der Grundstücke gerückte Wohnhäuser an (Nr. 35 und 37). Die Gestaltung in Anlehnung an traditionelle schwäbische Hausformen – Steildächer, Giebel mit Putzprofilen und abgedeckten Gesimsen, Betonung der Gebäudekanten und Fensterachsen durch Putzgliederungen – ist noch anschaulich geblieben, während die ursprünglichen Fensterteilungen und -läden sowie die ehemals einheitliche Farbfassung der Fassaden bei der jüngsten Renovierung (ca. 1979–80) aufgegeben wurden. Aktennummer: E-7-79-194-2.

## Stadtbefestigung
Ein erster gesicherter Befestigungsring wird 1243 erstmals genannt (siehe auch: Ensemble Altstadt Nördlingen). Von dieser staufischen Befestigung nur marginale Reste der Hauptmauer gesichert erhalten (Beim Eichbrunnen 3 und Baldinger Straße 17).
Die Neuanlage eines Befestigungsrings aus Stadtmauer mit Wehrgang, Zwinger und Graben mit Futtermauern wurde unter Einbeziehung der zwischenzeitlich entstandenen Vorstädte ab 1327 begonnen und bis zum 17. Jahrhundert laufend ausgebaut. Die Tore waren im Wesentlichen bis 1390 fertig gestellt.
Die Stadtbefestigung ist nahezu vollständig erhalten und umschließt ca. 50 ha Stadtgrundfläche. Sie hat einen mit überdachtem Wehrgang von ca. 2,6 km Lauflänge, fünf Stadttore und begehbaren Wehrtürme.
Die der Stadtmauer vorgelagerte Zwingermauer ist in Abschnitten erhalten.
Der äußerer Graben mit Futtermauern, ist, teils als Trockengraben, weitgehend erhalten.
Die fünf Tore sind:
- Baldinger Tor (An der Baldinger Mauer 21)
- Berger Tor (An der Bergermauer 8)
- Reimlinger Tor (An der Reimlinger Mauer 21)
- Löpsinger Tor (An der Löpsinger Mauer 3)
- Deininger Tor (An der Deininger Mauer 10)

Es gibt mehrere Befestigungstürme:
- Feilturm im Süden
- Löwen- oder Pulverturm im Westen
- Oberer Wasserturm am südwestlichen Egereinlass
- Sechst sogenannte Backofentürme im Nordwesten und Norden
- Spitzturm im Norden
- Unterer Wasserturm am nördlichen Egerauslass
- Reißturm im Osten

Es wurden zum besseren Schutz gegen Geschützangriffe im Südosten zwei Bollwerke angelegt:
- Alte Bastei, erbaut 1554, erhöht 1598. der Hauptmauer vorgelagert Zwinger, Wall und spätere Sternschanzen
- Neue Bastei, Vorwerke und Sternschanzen in der ersten Hälfte des 19. Jahrhunderts weitestgehend abgetragen, letztere in ihrem Verlauf jedoch noch deutlich erkennbar

Aktennummer: D-7-79-194-1.
Beginnend beim Baldinger Tor gehören im Uhrzeigersinn im Einzelnen folgende Objekte zur Stadtmauer.

| Lage                                                  | Objekt                                        | Beschreibung | Akten-Nr.               | Bild           |
| ----------------------------------------------------- | --------------------------------------------- | --- | ----------------------- | -------------- |
| An der Baldinger Mauer 21 (Standort)                  | Stadttor, sogenanntes Baldinger Tor           | Eingeschossiger Granitquadersteinbau mit Satteldach, spitzbogiges Durchfahrtstor mit kassettierter Tonne, nach Nordwesten firstgedrehtes Vortor mit Ziergiebel und Rundbogentor, Unterbau spätes 14. Jahrhundert, Ziergiebel des Vorbaus frühes 15. Jahrhundert, nach Einsturz des Turms 1705 teilweise wiederhergestellt und Vortor erneuert | D-7-79-194-13           | weitere Bilder |
| An der Baldinger Mauer, entlang der Gasse (Standort)  | Stadtmauer mit Wehrgang                       | 14.–17. Jahrhundert | D-7-79-194-1 zugehörig  | weitere Bilder |
| An der Baldinger Mauer 27 (Standort)                  | Backofenturm                                  | Auf der Feldseite halbrund geschlossener Mauerturm der Stadtbefestigung, erste Hälfte 16. Jahrhundert | D-7-79-194-1 zugehörig  | weitere Bilder |
| An der Baldinger Mauer 31 (Standort)                  | Backofenturm                                  | Auf der Feldseite halbrund geschlossener Mauerturm der Stadtbefestigung, erste Hälfte 16. Jahrhundert | D-7-79-194-1 zugehörig  | weitere Bilder |
| An der Baldinger Mauer 39 (Standort)                  | Spitzer Turm                                  | Zweigeschossiger Unterbau, um 1480, polygonales Obergeschoss mit Rundbogenfriesen und Spitzhelm, wohl um 1592 | D-7-79-194-1 zugehörig  | weitere Bilder |
| Bei der Neumühle 6 (Standort)                         | Unterer Wasserturm                            | Über parallelogrammförmigem Grundriss gedrungener Aufbau, mit Auslass der Eger im Sockelgeschoss und die Stadtmauer überragender Geschützplattform mit Zeltdach, im Kern Mitte 15. Jh., Aufbau 1675 erneuert | D-7-79-194-83           | weitere Bilder |
| An der Löpsinger Mauer, entlang der Gasse (Standort)  | Stadtmauer mit Wehrgang                       | 14.–17. Jahrhundert | D-7-79-194-1 zugehörig  | weitere Bilder |
| An der Löpsinger Mauer 3 (Standort)                   | Stadttor, sogenanntes Löpsinger Tor           | Stattliche Toranlage aus Haupttor und Vortor Haupttor, dreigeschossiger Rundbau über quadratischem Unterbau, Unterbau vor 1379, aufgesetzter Rundbau 1592/94, Tambour und Haube 1770 Vortor als rechteckige Barbakane, 1379 (dendro.dat.), feldseitig aufgesetzte Attika, im Wappen bezeichnet „1553“                                         | D-7-79-194-26           | weitere Bilder |
| An der Deininger Mauer, entlang der Gasse (Standort)  | Stadtmauer mit Wehrgang                       | 14.–17. Jahrhundert | D-7-79-194-1 zugehörig  | weitere Bilder |
| An der Deininger Mauer 10 (Standort)                  | Stadttor, sogenanntes Deininger Tor           | Stadttor, quadratischer Unterbau mit Durchfahrtstor und dreigeschossigem Rundturmaufbau, 1517–19, Tambour mit Rundbogenfenstern, Konsolgesims und Haube, um 1645 | D-7-79-194-23           | weitere Bilder |
| An der Reimlinger Mauer, entlang der Gasse (Standort) | Stadtmauer mit Wehrgang                       | 14.–17. Jahrhundert | D-7-79-194-1 zugehörig  | weitere Bilder |
| An der Reimlinger Mauer 37 (Standort)                 | Reißturm                                      | Dreigeschossiger Rundturm mit Geschützbrüstung und welscher Haube, im Kern 1408, erneuert 1644/45 | D-7-79-194-1 zugehörig  | weitere Bilder |
| An der Reimlinger Mauer 21 (Standort)                 | Stadttor, sogenanntes Reimlinger Tor          | Quadratischer Unterbau des Haupttores vor 1376, um 1480 verändert, 1603 oberstes Turmgeschoss und gestuftes Zeltdach erneuert, das Vortor Anfang 16. Jahrhundert angelegt, 1597 erhöht | D-7-79-194-31           | weitere Bilder |
| Augsburger Straße (Standort)                          | Brücke vor dem Reimlinger Tor                 | Gemauerte Bogenbrücke der äußeren Bastion mit Rundbogenfries auf Spitzkonsolen, wohl noch 14. Jahrhundert, mehrfach instand gesetzt, ehemals offener Zugbrückengraben modern aufgemauert | D-7-79-194-31 zugehörig | weitere Bilder |
| An der Reimlinger Mauer (Standort)                    | Bollwerk, sogenannte Alte Bastei              | Halbrund vorspringendes Bollwerk, 1554 erbaut, 1598/99 umgebaut und erhöht | D-7-79-194-1 zugehörig  | weitere Bilder |
| Salvatorgäßchen 6 (Standort)                          | Feilturm                                      | Unterbau um 1395, runder Oberbau mit Zeltdach von 1547 | D-7-79-194-1 zugehörig  | weitere Bilder |
| An der Bergermauer, entlang der Gasse (Standort)      | Stadtmauer mit Wehrgang                       | 14.–17. Jahrhundert | D-7-79-194-1 zugehörig  | weitere Bilder |
| An der Bergermauer 8 (Standort)                       | Stadttor, sogenanntes Berger Tor              | Rechteckiger Torturm, Unterbau spätmittelalterlich, 1362, ausgebaut 1436, Vortor und Ausbau der oberen Turmgeschosse mit zeltartigem Abwurfdach 1574/78 | D-7-79-194-20           | weitere Bilder |
| An der Bergermauer 6 (Standort)                       | Löwen- oder Pulverturm                        | Langgestreckter feldseitig halbrund geschlossener Bau mit überdachter Geschützplattform Anfang 16. Jahrhundert | D-7-79-194-1 zugehörig  | weitere Bilder |
| An der Bergermauer 2 (Standort)                       | Stadtmauerturm, sogenannter Oberer Wasserturm | Über dem Einlass der Eger, sechsgeschossig auf quadratischem Grundriss, im Kern 1469/71, Umbau und Geschützplattform mit zeltartiger Bedachung 1573 | D-7-79-194-17           | weitere Bilder |
| An der Baldinger Mauer, entlang der Gasse (Standort)  | Stadtmauer mit Wehrgang                       | 14.–17. Jahrhundert | D-7-79-194-1 zugehörig  | weitere Bilder |
| An der Baldinger Mauer 1 (Standort)                   | Backofenturm                                  | Auf der Feldseite halbrund geschlossener Mauerturm der Stadtbefestigung, erste Hälfte 16. Jahrhundert | D-7-79-194-1 zugehörig  | weitere Bilder |
| An der Baldinger Mauer 9 (Standort)                   | Backofenturm                                  | Auf der Feldseite halbrund geschlossener Mauerturm der Stadtbefestigung, erste Hälfte 16. Jahrhundert | D-7-79-194-1 zugehörig  | weitere Bilder |
| An der Baldinger Mauer 11 (Standort)                  | Backofenturm                                  | Auf der Feldseite halbrund geschlossener Mauerturm der Stadtbefestigung, erste Hälfte 16. Jahrhundert | D-7-79-194-1 zugehörig  | weitere Bilder |
| An der Baldinger Mauer 17 (Standort)                  | Backofenturm                                  | Auf der Feldseite halbrund geschlossener Mauerturm der Stadtbefestigung, erste Hälfte 16. Jahrhundert | D-7-79-194-1 zugehörig  | weitere Bilder |

## Spital Heilig Geist
| Lage                                                                                    | Objekt | Beschreibung | Akten-Nr.               | Bild                                                                                 |
| --------------------------------------------------------------------------------------- | --- | --- | ----------------------- | ------------------------------------------------------------------------------------ |
| Baldinger Straße 28, 30, 32, Eugene-Shoemaker-Platz 1, Vordere Gerbergasse 1 (Standort) | Ehemaliges Spital Heilig Geist                                                                                 | Um die Spitalkirche des 13. Jh. gruppierte mehrteilige Anlage des 15. und 16. Jh. | D-7-79-194-56           | Ehemaliges Spital Heilig Geist                                                       |
| Vordere Gerbergasse 1 (Standort)                                                        | Ehemaliges Spital Heilig Geist, Nordostflügel, Hauptbau, wohl ehemaliger Krankensaalbau, seit 1999 Stadtmuseum | Dreigeschossiger Satteldachbau, mit vierfach vorkragendem, verputztem Fachwerkgiebel, Erdgeschoss vermutlich 1. Hälfte 15. Jh., ausgebaut 1518 | D-7-79-194-56 zugehörig | weitere Bilder                                                                       |
| Vordere Gerbergasse 1 (Standort)                                                        | Ehemaliges Spital Heilig Geist, nördlicher Anbau, angeblich ehemaliges Bräuhaus                                | firstgedrehter dreigeschossiger Satteldachbau, 1534, im Kern vermutlich unter Einbeziehung der ehem. Barbara- und Antoniuskapelle des 15. Jh. | D-7-79-194-56 zugehörig | weitere Bilder                                                                       |
| Vordere Gerbergasse 1 (Standort)                                                        | Ehemaliges Spital Heilig Geist, nordöstliches Nebengebäude                                                     | Zweigeschossiger Satteldachbau über winkelförmigem Grundriss, mit rustiziertem Erdgeschoss und Gesimsgliederung, im Kern 1489, Fassadengestaltung um 1880 | D-7-79-194-56           | BW                                                                                   |
| Baldinger Straße 32 (Standort)                                                          | Ehemaliges Spital Heilig Geist, ehemaliges Ökonomiegebäude, angeblich ehemaliges Bräuhaus                      | Zweigeschossiger Satteldachbau, doppelgeschossige Krangaube und Giebel in Fachwerk, spätes 17. Jahrhundert | D-7-79-194-56 zugehörig | BW                                                                                   |
| Baldinger Straße 28 (Standort)                                                          | Ehemaliges Spital Heilig Geist, Südflügel                                                                      | Stattlicher zweigeschossiger Eckbau mit Schweif- und Treppengiebel, über hohem Kellergeschoss, mit drei Erkern und tonnengewölbter Brunnenkapelle an der südöstlichen Traufseite, bezeichnet „1564“ | D-7-79-194-56 zugehörig | weitere Bilder                                                                       |
| Baldinger Straße 28 (Standort)                                                          | Ehemaliges Spital Heilig Geist, Östlicher Verbindungsbau zur Spitalkirche                                      | Zweigeschossiger Traufseitbau mit profiliertem Traufgesims und rustiziertem Zwillingsportal, im Kern 15. Jh., Firstdrehung und Fassadengestaltung 1848 | D-7-79-194-56 zugehörig | Ehemaliges Spital Heilig Geist, Östlicher Verbindungsbau zur Spitalkirche            |
| Baldinger Straße 30 (Standort)                                                          | Spitalkirche Heilig Geist                                                                                      | Giebelständiges, einschiffiges Langhaus mit eingezogenem Polygonchor, Fassadengestaltung mit spitzbogigen Maßwerkfenstern und Strebepfeilern aus Sandsteinquaderwerk, im Kern 13. Jahrhundert und 1340 (dendrochronologisch datiert), westliche Langhauserweiterung und oktogonaler Westturm mit Spitzhelm von 1563, Umbau 1678 (dendrochronologisch datiert), neugotische Umgestaltung und Langhauserhöhung 1848; mit Ausstattung | D-7-79-194-56           | weitere Bilder                                                                       |
| Baldinger Straße 32 (Standort)                                                          | Ehemaliges Spital Heilig Geist, Westflügel                                                                     | Nebengebäude, zweigeschossiger traufständiger Satteldachbau, mit rustiziertem Erdgeschoss und Gesimsgliederung, im Kern 1489, Fassadengestaltung um 1880 | D-7-79-194-56           | weitere Bilder                                                                       |
| Baldinger Straße 32, ehemals Hintere Gerbergasse 1 (Standort)                           | Ehemaliges Spital Heilig Geist, ehemaliges Ökonomiegebäude, wohl ehemaliges Bräuhaus                           | Zweigeschossiger Satteldachbau, doppelgeschossige Krangaube und Giebel in Fachwerk, spätes 17. Jahrhundert | D-7-79-194-56 zugehörig | Ehemaliges Spital Heilig Geist, ehemaliges Ökonomiegebäude, wohl ehemaliges Bräuhaus |
| Spitalhof 4 (Standort)                                                                  | Ehemaliges Wirtschaftsgebäude des Spitalhofs, ab Mitte 19. Jahrhundert Wohnhaus mit Wirtschaftsteil            | Ursprünglich zweigeschossiger Massivbau über unregelmäßigem Grundriss mit steilem Satteldach, profiliertem Rundbogenportal, Traufgesims und mehrfach geschweiftem Giebel, im Kern 1590/91 (dendrochronologisch datiert), Giebel und Traufgesims 17. Jahrhundert, ab Mitte 19. Jahrhundert zu einem dreigeschossigen Wohnhaus mit Wirtschaftsteil umgebaut                                                                          | D-7-79-194-368          | weitere Bilder                                                                       |
| Spitalhof 5 (Standort)                                                                  | Ehemaliges Spitalmeisterhaus                                                                                   | Freistehender zweigeschossiger Satteldachbau mit Treppengiebel, doppelgeschossiges Zwerchhaus in Fachwerk, Holztreppe mit gedecktem Aufgang, im Kern spätes 16. Jahrhundert | D-7-79-194-369          | weitere Bilder                                                                       |

## Baudenkmäler nach Ortsteilen

### Nördlingen

#### A
| Lage                                  | Objekt                              | Beschreibung | Akten-Nr.      | Bild           |
| ------------------------------------- | ----------------------------------- | --- | -------------- | -------------- |
| Adamstraße 9 (Standort)               | Wohnhaus                            | Villenartiger Giebelbau mit Runderker, 1907 von Carl Schurr | D-7-79-194-2   | weitere Bilder |
| Adamstraße 9 (Standort)               | Gartenpavillon                      | Achteckig, mit Zeltdach und Gliederung mit Dreiviertelsäulen, 1907 von Carl Schurr | D-7-79-194-2   | BW             |
| Am Emmeramsberg 2, 4 (Standort)       | Friedhof                            | Mit Ummauerung und Grabmälern des 19. und 20. Jahrhunderts (ältester konstatierter 1824, klassizistisch) | D-7-79-194-5   | weitere Bilder |
| Am Emmeramsberg 2 (Standort)          | Leichenhalle                        | Leichenhalle, neugotischer erdgeschossiger Satteldachbau mit Mittelrisalit und offener Vorhalle mit Spitzbogenöffnungen, 1871, erweitert 1907 von Max Gaab                                                              | D-7-79-194-5   | weitere Bilder |
| Am Emmeramsberg 4 (Standort)          | Friedhofskirche                     | neugotischer Saalau mit eingezogenem Polygonalchor mit Strebepfeilern, über dem Vorzeichen vorkragender hoher Giebelreiter über Konsole mit Spitzhelm 1874/75 von Georg Eberlein (Nr. 4); mit Ausstattung               | D-7-79-194-5   | weitere Bilder |
| Am Loderanger 3 (Standort)            | Ehemaliges Lodweberhaus             | Zweigeschossiger Satteldachbau mit vorkragendem Giebelgeschoss, überwiegend verputztes Fachwerk mit Flechtwerk, um 1468 (dendrochronologisch datiert)                                                                   | D-7-79-194-224 | weitere Bilder |
| Am Loderanger 4 (Standort)            | Ehemaliges Handwerkerhaus           | Zweigeschossiger und verputzter Fachwerkbau mit Halbwalmdach, im Obergeschoss Reste von Flechtwänden, Mitte 15. Jahrhundert                                                                                             | D-7-79-194-225 | weitere Bilder |
| Am Plätzle 2 (Standort)               | Ehemaliges Handwerkerhaus           | Zweigeschossiger, giebelständiger Fachwerkbau, teils verputzt, Türgerüst bezeichnet „1707“ | D-7-79-194-6   | weitere Bilder |
| Am Stänglesbrunnen 4 (Standort)       | Ehemaliges Einsteinsches Haus       | Dreigeschossiger Satteldachbau, in Ecklage, Untergeschosse massiv, Obergeschoss in Fachwerkständerbauweise, Giebelseite vierfach vorkragend, im Kern um 1500, um 1700 mit Anhebung der Traufe um ein Geschoss erweitert | D-7-79-194-7   | weitere Bilder |
| Am Stänglesbrunnen 8 (Standort)       | Wohnhaus                            | Zweigeschossiger Satteldachbau, mit vorkragendem, verputztem Fachwerkgiebel, im Kern frühes 15. Jahrhundert, Fachwerkgiebel verändert, 2. Hälfte 16. Jahrhundert                                                        | D-7-79-194-8   | weitere Bilder |
| An der Baldinger Mauer 12 (Standort)  | Stadel                              | Massiver eingeschossiger Giebelbau mit Kranausleger und Korbbogentor, bezeichnet „1644“ | D-7-79-194-11  | weitere Bilder |
| An der Bergermauer 4 (Standort)       | Gartenhäuschen                      | Zweigeschossig mit Walmdach, um 1820, feldseitig an die Stadtmauer angelehnt | D-7-79-194-472 | weitere Bilder |
| An der Deininger Mauer (Standort)     | Stadel                              | Eingeschossiger Fachwerkbau mit Satteldach, über massivem Sockelgeschoss, 1. Hälfte 18. Jahrhundert | D-7-79-194-130 | weitere Bilder |
| An der Deininger Mauer 14 (Standort)  | Kleinhaus                           | Zweigeschossiger Giebelbau, mit vorkragendem und verputztem Fachwerkgiebel, im Kern zweite Hälfte 17. Jahrhundert | D-7-79-194-24  | weitere Bilder |
| An der Löpsinger Mauer 6 (Standort)   | Ehemaliges Ackerbürgerhaus          | Zweigeschossiger Halbwalmdachbau, mit Fachwerkobergeschoss und -giebel, Rundbogenportal mit Sandsteingewände, zweites Viertel 16. Jahrhundert                                                                           | D-7-79-194-27  | weitere Bilder |
| An der Reimlinger Mauer 5 (Standort)  | Kleinhaus                           | zweigeschossiger Satteldachbau mit verputztem Fachwerk, 2. Hälfte 17. Jahrhundert | D-7-79-194-30  | weitere Bilder |
| An der Reimlinger Mauer 26 (Standort) | Ehemaliges Münzhaus                 | Dreigeschossiger Fachwerkbau mit Satteldach in Ecklage, im Kern um 1469 (dendrochronologisch datiert), um 1534 Umbau zum Münzhaus, aus dieser Zeit Portal und Fachwerkgiebel, tiefgreifende Instandsetzung nach 1945    | D-7-79-194-32  | weitere Bilder |
| Ankergasse 4 (Standort)               | Ehemals Brauereikontor und Wohnhaus | Zweigeschossiger, giebelständiger, zur Gasse abgewalmter Satteldachbau mit profiliertem Traufgesims und Zwerchhaus, 18. Jahrhundert, im Verlauf des 19. Jahrhunderts mehrfach verändert                                 | D-7-79-194-584 | weitere Bilder |
| Äußere Einfahrt 3 (Standort)          | Eingangstür mit Türgerüst           | Hölzernes Türgewände mit eingekerbtem Blütenornament, bezeichnet „1669“, Türblatt Mitte 18. Jahrhundert | D-7-79-194-3   | weitere Bilder |
| Äußere Einfahrt 4 (Standort)          | Wohnhaus                            | Zweigeschossiger und verputzter Fachwerkbau, mit giebelständigem Satteldach und auskragendem Giebel, im Kern um 1500 | D-7-79-194-4   | weitere Bilder |
| Äußere Einfahrt 6 (Standort)          | Wohnhaus                            | Zweigeschossiger und verputzter Fachwerkbau mit Walmdach, über hakenförmigem Grundriss, um 1500, Dacherneuerung frühes 18. Jahrhundert                                                                                  | D-7-79-194-467 | weitere Bilder |

#### B
| Lage                                                                          | Objekt | Beschreibung | Akten-Nr.                | Bild           |
| ----------------------------------------------------------------------------- | --- | --- | ------------------------ | -------------- |
| Baldinger Straße 1 (Standort)                                                 | Sogenanntes Haus „Der Stock“                                                                                          | Viergeschossiger giebelständiger Fachwerkbau mit vorkragenden Obergeschossen, teils verputzt, im Kern spätes 15. Jahrhundert, Umformung im 17. Jahrhundert, Eckständer bezeichnet 1666 | D-7-79-194-37            | weitere Bilder |
| Baldinger Straße 2 (Standort)                                                 | Wohn- und Geschäftshaus                                                                                               | Dreigeschossiger, teils verputzter Fachwerkbau mit Satteldach, in Ecklage, im Kern 17. Jahrhundert, nach Mitte 19. Jahrhundert erneuert | D-7-79-194-38            | weitere Bilder |
| Baldinger Straße 3 (an der südlichen Traufseite zur Postgasse) (Standort)     | Haustür | In Neurenaissance-Formen, Holz, 1890–1900 | D-7-79-194-39            | weitere Bilder |
| Baldinger Straße 7 (Standort)                                                 | Ehemaliges Gasthaus Zum goldenen Kreuz                                                                                | Ab etwa 1602 Zum Roten Hahn, zweigeschossiger giebelständiger Fachwerkbau, verputzt, im Kern spätes 15. Jahrhundert, Ecklaube mit Holzsäule, bezeichnet „1705“ | D-7-79-194-40            | weitere Bilder |
| Rothahnengasse 1a (Standort)                                                  | Wohnhaus, ehemaliges Rückgebäude des Gasthauses Zum goldenen Kreuz                                                    | Dreigeschossiger Satteldachbau mit Fachwerkobergeschoss und -giebel, Eckständer bezeichnet „1706“ | D-7-79-194-40 zugehörig  | weitere Bilder |
| Baldinger Straße 8 (Standort)                                                 | Wohn- und Geschäftshaus                                                                                               | Dreigeschossiger giebelständiger Fachwerkbau, verputzt, Obergeschosse und Giebel vorkragend, frühes 15. Jahrhundert, Eingangsbereich mit Ecklaube, um 1700 | D-7-79-194-41            | weitere Bilder |
| Baldinger Straße 10 (Standort)                                                | Gasthaus | Zweigeschossiger giebelständiger Fachwerkbau, mit massivem Sockel, vorkragendem Obergeschoss und Giebel, Knaggen mit geschnitzten Figuren, im Kern 1472/73 (dendrochronologisch datiert), Umbau bezeichnet „1668“                                                                         | D-7-79-194-43            | weitere Bilder |
| Baldinger Straße 11 (Standort)                                                | Wohn- und Geschäftshaus                                                                                               | Zweigeschossiger Giebelbau, mit vorkragendem Obergeschoss, im Kern um 1400, Giebelfachwerk zweite Hälfte 18. Jahrhundert | D-7-79-194-44            | weitere Bilder |
| Baldinger Straße 12 (Standort)                                                | Wohn- und Geschäftshaus                                                                                               | Dreigeschossiger Schweifgiebelbau mit pinienförmigen Aufsätzen, im Kern teilweise Fachwerkkonstruktion, Rundbogenportal mit profiliertem Steingewände bezeichnet „1572“, Umbau und Ziergiebel frühes 18. Jahrhundert, klassizistische Haustür 1780–90                                     | D-7-79-194-45            | weitere Bilder |
| Baldinger Straße 15 (Standort)                                                | Wohn- und Geschäftshaus                                                                                               | Dreigeschossiger Giebelbau mit Mansardsatteldach, Fenster mit Putzrahmung, erstes Drittel 19. Jahrhundert, im Kern älter | D-7-79-194-46            | weitere Bilder |
| Baldinger Straße 16 (an der nördlichen Traufseite) (Standort)                 | Eingangsportal | Profiliertes Steingewände mit Pflanzenornamentik, Haustein, frühes 16. Jahrhundert | D-7-79-194-468           | Eingangsportal |
| Baldinger Straße 17 (Standort)                                                | Gasthof Roter Ochse                                                                                                   | Dreigeschossiger Schweifgiebelbau aus verputztem Quadermauerwerk, im Kern um 1273, erneuert 1681, Schweifgiebel 1746 Nördliche Traufwand wohl unter Einbeziehung von Resten der staufischen Stadtmauer, 1. Hälfte 13. Jahrhundert                                                         | D-7-79-194-47            | weitere Bilder |
| Baldinger Straße 19 (Standort)                                                | Ehemaliges Gasthaus Zum Goldenen Stern                                                                                | Dreigeschossiger und teils verputzter Fachwerkbau mit Satteldach und Zwerchgiebel, in Ecklage, mit vorkragenden Ober- und Giebelgeschossen, spätes 15. Jahrhundert, 1977 umfassend erneuert                                                                                               | D-7-79-194-48            | weitere Bilder |
| Baldinger Straße 20 (Standort)                                                | Wohn- und Geschäftshaus                                                                                               | Schmaler dreigeschossiger Giebelbau, verputzte Fachwerkkonstruktion, dreifach vorkragend, im Kern 16. Jahrhundert | D-7-79-194-49            | weitere Bilder |
| Baldinger Straße 21 (Standort)                                                | Ehemalige Spitalpfisterei                                                                                             | Dreigeschossiger und verputzter Fachwerkbau mit Satteldach, in Ecklage, 1405 (dendrochronologisch datiert), Fassadengliederung in Neurenaissance-Formen, 1882 | D-7-79-194-50            | weitere Bilder |
| Baldinger Straße 22 (Standort)                                                | Wohnhaus | Zweigeschossiger Giebelbau mit zweifach vorkragendem, verputztem Fachwerkgiebel, im Kern 16. Jahrhundert | D-7-79-194-51            | weitere Bilder |
| Baldinger Straße 23, Spitalhof 1, Spitalhof 2 (Standort)                      | Ehemalige Spitalmühle                                                                                                 | Langgestreckter dreigeschossiger Satteldachbau, vorkragendes Obergeschoss, Giebel und Krangauben in Fachwerk, mit kräftigen überplatteten Verstrebungen, um 1477 (dendrochronologisch datiert); Straßenseite Baldinger Straße 23, Hof- und Bachseite Spitalhof 1                          | D-7-79-194-52            | weitere Bilder |
| Baldinger Straße 23 (Standort)                                                | Ehemalige Spitalmühle, Steinrelief                                                                                    | Mit Darstellung der Muttergottes, bezeichnet „1475“ an der nordöstlichen Giebelseite, über der Spitzbogentüre | D-7-79-194-52            | weitere Bilder |
| Spitalhof 2 (Standort)                                                        | Ehemalige Spitalmühle, Stadelanbau                                                                                    | Zweiflügeliger und zweigeschossiger Satteldachbau, Obergeschoss und Zwerchgiebel in Fachwerk, mit rundbogigen Einfahrtsportalen, Südgiebel bezeichnet „1548“ | D-7-79-194-52            | weitere Bilder |
| Baldinger Straße 24 (Standort)                                                | Wohn- und Geschäftshaus                                                                                               | Dreigeschossiger Schweifgiebelbau mit spätklassizistischen Fensterrahmungen, zweite Hälfte 19. Jahrhundert, im Kern älter | D-7-79-194-53            | weitere Bilder |
| Baldinger Straße 25 (Standort)                                                | Ehemaliger Spitalpfarrhof                                                                                             | Dreigeschossiger und verputzter Fachwerkbau mit Satteldach, vorkragende Ober- und Giebelgeschosse, im Kern spätes 15. Jahrhundert, rückwärtig überdachte Holzaltane, frühes 18. Jahrhundert                                                                                               | D-7-79-194-54            | weitere Bilder |
| Baldinger Straße 27 (Standort)                                                | Ehemaliges Gasthaus Drei Lilien                                                                                       | Zweigeschossiger Giebelbau, Obergeschoss und vorkragender Giebel aus Fachwerk, um 1500 | D-7-79-194-55            | weitere Bilder |
| Baldinger Straße 33 (Standort)                                                | Wohn- und Geschäftshaus                                                                                               | Dreigeschossiger Giebelbau mit Fachwerkobergeschoss und -giebel, Mitte 17. Jahrhundert | D-7-79-194-57            | weitere Bilder |
| Baldinger Straße 34 (Standort)                                                | Wohnhaus | Dreigeschossiger Satteldachbau mit geschweiftem Staffelgiebel und spätgotischen Zierformen, im Kern letztes Viertel 15. Jahrhundert, Ziergiebel, frühes 17. Jahrhundert | D-7-79-194-58            | weitere Bilder |
| Baldinger Straße 35 (Standort)                                                | Ehemalige Schmiede | Dreigeschossiger verputzter Fachwerkbau mit Satteldach und zweifach vorkragender Giebelseite, im Kern um 1381 (dendrochronologisch datiert), rückseitiger Altanenanbau um 1695 (dendrochronologisch datiert)                                                                              | D-7-79-194-59            | weitere Bilder |
| Baldinger Straße 37 (Standort)                                                | Wohnhaus | Dreigeschossiger, überwiegend verputzter Fachwerkbau mit Satteldach und leicht vorkragendem Obergeschoss, um 1500, hofseitige Altane, spätes 17. Jahrhundert | D-7-79-194-60            | weitere Bilder |
| Baldinger Straße 44 (Standort)                                                | Ausleger | Mit Rankenformen und Blütenaufsatz, Schmiedeeisen, frühes 17. Jahrhundert | D-7-79-194-61            | weitere Bilder |
| Basteigraben 4 (Standort)                                                     | Sommerkeller, sogenannter Ochsenzwinger, Hauptbau                                                                     | Doppelhalle mit Schopfwalmdächern, Nordgiebel jeweils als Holzkonstruktion, bezeichnet „1892“ | D-7-79-194-62            | weitere Bilder |
| Basteigraben 4 a (Standort)                                                   | Sommerkeller, sogenannter Ochsenzwinger, Erweiterungsbau                                                              | Erdgeschossigen Längsbau mit Halbwalmdach, um 1910 | D-7-79-194-62            | weitere Bilder |
| Bauhofgäßchen 1 (Standort)                                                    | Wohnhaus | Zweigeschossiger giebelständiger Fachwerkbau, verputzt, Giebelseite dreifach vorkragend, spätes 15. Jahrhundert | D-7-79-194-63            | weitere Bilder |
| Bauhofgasse 2 (Standort)                                                      | Ehemaliger Stadel, heute Wohn- und Geschäftshaus                                                                      | Zweigeschossiger Giebelbau aus verputztem Bruchsteinmauerwerk, frühes 15. Jahrhundert | D-7-79-194-65            | weitere Bilder |
| Bauhofgasse 3 (Standort)                                                      | Wohnhaus | Zweigeschossiger und giebelständiger Fachwerkbau mit Satteldach, im Kern frühes 16. Jahrhundert | D-7-79-194-451           | weitere Bilder |
| Bauhofgasse 4 (Standort)                                                      | Ehemaliges Kleinhandwerkerhaus                                                                                        | Zweigeschossiger verputzter Giebelbau mit Fachwerk, um 1500 | D-7-79-194-452           | weitere Bilder |
| Bauhofgasse 5 (Standort)                                                      | Stadel | Traufseitiger eingeschossiger Satteldachbau mit südöstlichem Fachwerkgiebel, um 1700 | D-7-79-194-66            | weitere Bilder |
| Bauhofgasse 6 (Standort)                                                      | Wohnhaus | Zweigeschossiger giebelständiger Satteldachbau, im Kern spätes 15. Jahrhundert, südwestlich vorkragender Fachwerkgiebel, zweite Hälfte 17. Jahrhundert, holzgeschnitztes Korbbogenportal, um 1810                                                                                         | D-7-79-194-67            | weitere Bilder |
| Bauhofgasse 10 (Standort)                                                     | Ehemaliges Handwerkerhaus                                                                                             | Zweigeschossiger und verputzter Fachwerkbau mit Satteldach, in Ecklage, mit auskragendem Obergeschoss, im Kern 1417 (dendrochronologisch datiert), rundbogiges Hausteinportal, spätes 16. Jahrhundert                                                                                     | D-7-79-194-68            | weitere Bilder |
| Bauhofgasse 16 (Standort)                                                     | Wohnhaus | Zweigeschossiger verputzter Fachwerkbau mit Satteldach und dreifach vorkragender Giebelseite, um 1467 (dendrochronologisch datiert) | D-7-79-194-69            | weitere Bilder |
| Bauhofgasse 18 (Standort)                                                     | Wohnhaus | Zweigeschossiger Traufseitbau mit Zwerchhaus, überwiegend verputztes Fachwerk mit Flechtwänden, 1467 (dendrochronologisch datiert), Eingangstüre bezeichnet „1802“ | D-7-79-194-70            | weitere Bilder |
| Bauhofgasse 22 (Standort)                                                     | Wohnhaus | Zweigeschossiger Satteldachbau mit breitgelagertem Fachwerkgiebel, in Ecklage, im Kern spätmittelalterlich, Umbau mit Fachwerkgiebel, erste Hälfte 18. Jahrhundert | D-7-79-194-71            | weitere Bilder |
| Bei den Kornschrannen 1 (Standort)                                            | Neue Schranne | Lang gestreckter, zweigeschossiger Walmdachbau, Obergeschoss mit profiliertem Sohlbankgesims und Pilastergliederung, 1865, Umgestaltung mit Erniedrigung 1936, durch Eugen Hönig und Karl Söldner                                                                                         | D-7-79-194-72            | weitere Bilder |
| Bei den Kornschrannen 2 (Standort)                                            | Alte Schranne | Stattlicher zweigeschossiger Satteldachbau mit Treppengiebel und Rundbogentoren, Fassadengestaltung mit Natursteingewänden und -gesimsen, Renaissance, nach Plänen von Johannes Pferinger erbaut durch Wolfgang Waldberger und Konrad Brackenhofer, 1601/02                               | D-7-79-194-73            | weitere Bilder |
| Bei den Kornschrannen 3 (Standort)                                            | Wohnhaus | Zweigeschossiger Giebelbau mit traufseitigem Risalit, Obergeschoss und Giebel in Fachwerk, überwiegend freigelegt, ehemals bezeichnet „1679“ | D-7-79-194-74            | weitere Bilder |
| Bei den Kornschrannen 5 (Standort)                                            | Sogenannte Weinschranne                                                                                               | Zweigeschossiger giebelständiger Fachwerkbau, vorkragendes Obergeschoss mit geschnitzten Eckständern, gedrehte Eckständer im Erdgeschoss bezeichnet „1664“ | D-7-79-194-75            | weitere Bilder |
| Bei den Kornschrannen 7 (Standort)                                            | Wohn- und Geschäftshaus                                                                                               | Dreigeschossiger giebelständiger Fachwerkbau, mit vorkragenden Obergeschossen und gedrehten Eckständern, Eckbalkenköpfe mit Fratzenmasken, geschnitzter Sturzbalken an der nördlichen Traufseite bezeichnet „1656“                                                                        | D-7-79-194-76            | weitere Bilder |
| Bei den Kornschrannen 11 (Standort)                                           | Wohn- und Geschäftshaus                                                                                               | Dreigeschossiger Giebelbau, Fassadengestaltung mit historistischer Putzgliederung, Giebelspitze bezeichnet „1895“ | D-7-79-194-77            | weitere Bilder |
| Bei den Kornschrannen 18 (Standort)                                           | Ehemaliges Bürgerhaus                                                                                                 | Zweigeschossiger, verputzter Fachwerkbau, mit einhüftigem Giebel und auskragenden Obergeschossen, Erdgeschoss mit Putzrustika, um 1474 (dendrochronologisch datiert) Haustür, zweiflügelig, mit Schnitzdekor, spätes 18. Jahrhundert                                                      | D-7-79-194-78            | weitere Bilder |
| Bei den Kornschrannen 19 (Standort)                                           | Wohn- und Geschäftshaus                                                                                               | Zweigeschossiger giebelständiger Fachwerkbau, mit vorkragendem Obergeschoss und geschnitzten Eckständern, um 1670, barocke Fassadenumformung 1757 | D-7-79-194-79            | weitere Bilder |
| Bei den Kornschrannen 20 (Standort)                                           | Gasthaus zum Fuchs | Stattlicher dreigeschossiger Fachwerkbau, mit giebelständigem Satteldach und aufgebrettertem Fachwerkgiebel, zum Teil verputzt, Eckständer mit Schnitzdekor, bezeichnet „1700“, im Kern spätmittelalterlich Ausleger, Schmiedeeisen, 18./19. Jahrhundert                                  | D-7-79-194-80            | weitere Bilder |
| Bei der Neumühle, über die Eger (Standort)                                    | Steinbrücke | Segmentbogenförmig, mit massiver Brüstung, Haustein, zweite Hälfte 17. Jahrhundert | D-7-79-194-82            | weitere Bilder |
| Bei der Neumühle 2 (Standort)                                                 | Mühle an der Eger, Hauptgebäude                                                                                       | Zweigeschossiger und verputzter Satteldachbau, in Ecklage, südöstlicher Fachwerkgiebel mit sogenannten Feuerstühlen, bezeichnet „1602“ | D-7-79-194-81            | weitere Bilder |
| Bei der Neumühle 2 (Standort)                                                 | Mühle an der Eger, ehemaliges Nebengebäude                                                                            | Traufseitiger dreigeschossiger Fachwerkbau mit Satteldach, 18./19. Jahrhundert, im Kern wohl älter | D-7-79-194-81            | weitere Bilder |
| Bei der Steinernen Brücke 9, 10 (Standort)                                    | Doppelhaus | Giebelständiger zweigeschossiger Fachwerkständerbau mit zweifach vorkragendem Fachwerkgiebel, um 1500, später teilweise versteinert; traufseitiger zweigeschossiger Erweiterungsbau 2. Hälfte 17. Jahrhundert                                                                             | D-7-79-194-84            | weitere Bilder |
| Beim Eichbrunnen 1 (Standort)                                                 | Wohnhaus | Schmaler dreigeschossiger Fachwerkbau mit Satteldach, verputzt, Obergeschosse und Giebel auskragend, im Kern letztes Viertel 16. Jahrhundert | D-7-79-194-85            | weitere Bilder |
| Beim Eichbrunnen 3 (Standort)                                                 | Kleinhaus | Zweigeschossiger Satteldachbau mit Fachwerkgiebel, in Ecklage, um 1522 (dendrochronologisch datiert), östlicher Querbau um 1800, Holzaltane um 1900 In der nördlichen Außenwand Restbestand der staufischen Stadtmauer, 1. Hälfte 13. Jahrhundert                                         | D-7-79-194-86            | weitere Bilder |
| Beim Kastanienbaum 1 (Standort)                                               | Ehemaliges Reichsbank-Gebäude                                                                                         | Zweigeschossiger Walmdachbau mit gekurvt ausschwingenden Eckerkern in Anklängen an die Formen des modernen Bauens, 1931 von Heinrich Wolff | D-7-79-194-475           | weitere Bilder |
| Beim Klösterle 1 (Standort)                                                   | Sogenanntes Klösterle, ehemalige Franziskanerkirche, 1287 und 1422 geweiht, ab 1585/86 Kornhaus, seit 1977 Stadthalle | Dreigeschossiger Eckbau mit hohem Satteldach, abgetreppter Giebel mit Zinnen und Voluten, rundbogige Aufzugsluken, im Kern um 1287, Umbau und Veränderung im Stil der Renaissance um 1585/86, südliches Korbbogenportal mit Figurenschmuck bezeichnet „1586“                              | D-7-79-194-87            | weitere Bilder |
| Beim Klösterle 1 (früher Vordere Gerbergasse 8) (Standort)                    | Ehemaliges Gasthaus zum Pflug                                                                                         | Zweigeschossiger traufständiger Fachwerkbau, verputzt, mit zweifach vorkragendem Giebel, im Kern um 1418 (dendrochronologisch datiert), 1579 (dendrochronologisch datiert) südlich erweitert                                                                                              | D-7-79-194-383           | weitere Bilder |
| Beim Klösterle 2 (Standort)                                                   | Wohnhaus | Dreigeschossiger und verputzter Traufseitbau, durch Gurtgesimse mit Haus Hafenmarkt 4 zusammengefasst, im Kern spätes 16. Jahrhundert, Eingangstüre Mitte 18. Jahrhundert | D-7-79-194-88            | weitere Bilder |
| Beim Klösterle 3 (Standort)                                                   | Ehemalige Büttelei | Dreigeschossiger und verputzter Fachwerkbau mit Satteldach, über hohem Kellergeschoss, in Ecklage, Obergeschosse giebelseitig vorkragend, spätes 16. Jahrhundert | D-7-79-194-89            | weitere Bilder |
| Bergerstraße 3 (Standort)                                                     | Verwaltungsgebäude der C. H. Beckschen Buchdruckerei                                                                  | Dreigeschossiger giebelständiger Satteldachbau mit Treppengiebel, erbaut 1957-60 nach Entwurf von Roderich Fick | D-7-79-194-90            | weitere Bilder |
| Lange Gasse 1 (Standort)                                                      | Produktionsgebäude der C. H. Beckschen Buchdruckerei                                                                  | Monumentale Mehrflügelanlage aus dreigeschossigen Satteldachbauten mit Zwerchgiebeln und Schleppgauben, 1953-54 nach Entwurf von Roderich Fick begonnen, 1966/67 nach Süden verlängert | D-7-79-194-90 zugehörig  | weitere Bilder |
| Bergerstraße 4 (Standort)                                                     | Wohnhaus | Dreigeschossiger traufständiger, nach Norden abgewalmter Satteldachbau mit vorkragendem Obergeschoss, im Kern dreischiffiger Fachwerkständerbau, um 1339 (dendrochronologisch datiert), im 17./18. Jahrhundert erweitert und in zwei Traufseithäuser geteilt, 2002-03 rückgebaut          | D-7-79-194-91            | weitere Bilder |
| Bergerstraße 8 (Standort)                                                     | Geschäfts- und Mietswohnhaus                                                                                          | Dreigeschossiger Walmdachbau in Ecklage, mit Putzgliederungen und Eckerker, bezeichnet „1896“ | D-7-79-194-453           | weitere Bilder |
| Bergerstraße 12, 14, 16 (Standort)                                            | Wohn- und Geschäftshaus                                                                                               | Zweigeschossiger traufständiger, verputzter Fachwerkständerbau mit Satteldach und hohem Zwerchhaus, Obergeschoss und Giebel vorkragend, im Kern um 1500, Erdgeschoss modern verändert | D-7-79-194-92            | weitere Bilder |
| Bergerstraße 15 (Standort)                                                    | Wohnhaus | Zweigeschossiger giebelständiger Satteldachbau mit einfachem Fachwerkgiebel, südlicher Teil um 1383 (dendrochronologisch datiert) mit Dachwerk um 1645 (dendrochronologisch datiert), nördlicher Teil im Kern um 1420 (dendrochronologisch datiert), im 18. Jahrhundert innen umgestaltet | D-7-79-194-93            | weitere Bilder |
| Bergerstraße 17 (Standort)                                                    | Gasthaus Sixenbräu | Zweigeschossiger giebelständiger Satteldachbau mit hohem Wellengiebel, im Kern spätes 16. Jahrhundert | D-7-79-194-94            | weitere Bilder |
| Bergerstraße 17 (Standort)                                                    | Stadel | Fachwerk mit Steilsatteldach, frühes 19. Jahrhundert | D-7-79-194-94 zugehörig  | weitere Bilder |
| Bergerstraße 18 (Standort)                                                    | Fachwerk | Im Obergeschoss freigelegte, spätes 15. Jahrhundert | D-7-79-194-95            | weitere Bilder |
| Bergerstraße 19 (Standort)                                                    | Wohnhaus | Zweigeschossiger giebelständiger Satteldachbau mit vorgesetztem, geschweiftem Giebel, um 1700, verändert um 1800 | D-7-79-194-96            | weitere Bilder |
| Bergerstraße 21 (Standort)                                                    | Wohnhaus | Zweigeschossiger neubarocker Satteldachbau, mit Gurtgesims und geschweiftem Volutengiebel, nach 1875 | D-7-79-194-97            | weitere Bilder |
| Berggäßle, an der Straße nach Nähermemmingen (Standort)                       | Jüdischer Friedhof | Offene Anlage mit mehreren Gräberreihen, ab 1877 angelegt | D-7-79-194-370           | weitere Bilder |
| Bleichgraben 5 (Standort)                                                     | Ehemals Wohn- und Verwaltungsgebäude des Gaswerks Nördlingen, jetzt Wohnhaus                                          | auf hohem Sockel zweigeschossiger, dem strengen Jugendstil verpflichteter Walmdachbau mit gerundetem Eckerker, eingezogenem Treppenturm und Zwerchhäusern, um 1913 | D-7-79-194-864           | BW             |
| Bleichgraben 6 (Standort)                                                     | Ehemaliges Bleichgut                                                                                                  | Zweigeschossiger Satteldachbau mit Zwerchhaus, im Kern um 1700, Umbau 1772 | D-7-79-194-98            | weitere Bilder |
| Bleichgraben 16 (Standort)                                                    | Villa | Asymmetrischer Schopfwalmdachbau im Heimatstil mit hohem Zwerchhaus offener Loggia und Zierfachwerk, von Carl Heuchel, 1903 | D-7-79-194-99            | weitere Bilder |
| Bräugasse 1 (Standort)                                                        | Wohnhaus | Zweigeschossiger traufständiger Satteldachbau mit Kniestock und reicher spätklassizistischer Gliederung, 1875 | D-7-79-194-100           | weitere Bilder |
| Bräugasse 2 (Standort)                                                        | Bürgerhaus, sogenanntes Wintersches Haus                                                                              | Dreigeschossiger Fachwerkständerbau mit Satteldach in Ecklage, Erdgeschoss massiv, mit Ausstattung, bezeichnet „1678“, Valentin Schübler zugeschrieben | D-7-79-194-101           | weitere Bilder |
| Bräugasse 7 (Standort)                                                        | Ehemalige Bäckerei | Zweigeschossiger giebelständiger teilweise verputzter Fachwerkständerbau, im Kern spätmittelalterlich, vorgesetzte massive Giebelscheibe mit abgetrepptem, geschweiftem Giebel, um 1700                                                                                                   | D-7-79-194-102           | weitere Bilder |
| Bräugasse 8 (Standort)                                                        | Kleinhaus | Zweigeschossiger giebelständiger Satteldachbau, verputztes Ständerfachwerk, im Kern um 1364 (dendrochronologisch datiert), später mehrfach verändert, Dachtragwerk frühes 20. Jahrhundert                                                                                                 | D-7-79-194-479           | weitere Bilder |
| Bräugasse 10 (Standort)                                                       | Kleinhaus | Zweigeschossiger giebelständiger Satteldachbau, verputztes Fachwerk, um 1698 (dendrochronologisch datiert), geschnitzte Haustüre, Mitte 18. Jahrhundert | D-7-79-194-104           | weitere Bilder |
| Bräugasse 12 (Standort)                                                       | Kleinhaus, ursprünglich wohl Scheune                                                                                  | Zweigeschossiger giebelständiger und verputzter Fachwerkständerbau mit Satteldach, im Kern um 1592 (dendrochronologisch datiert), Umbau zum Wohnhaus wohl 2. Hälfte 17. Jahrhundert, später mehrfach verändert                                                                            | D-7-79-194-478           | weitere Bilder |
| Brettermarkt 1 (Standort)                                                     | Wohn- und Geschäftshaus                                                                                               | Zweigeschossiger Satteldachbau mit horizontal gegliedertem Volutengiebel, um 1668/69 (dendrochronologisch datiert) | D-7-79-194-105           | weitere Bilder |
| Brettermarkt 3 (Standort)                                                     | Ehem. Bürgerhaus | Zweigeschossiger Eckbau mit giebelständigem Satteldach, Schweifgiebel und Gurtgesimsgliederung, erstes Drittel 18. Jahrhundert | D-7-79-194-106           | weitere Bilder |
| Brettermarkt 4 (Standort)                                                     | Sogenanntes Antonierhaus                                                                                              | Wohn- und Geschäftshaus, massiver zweigeschossiger Eckbau mit Satteldach und Eckerker, Ziergiebel mit durchbrochenen Zinnen, drittes Viertel 16. Jahrhundert | D-7-79-194-107           | weitere Bilder |
| Brettermarkt 6 (Standort)                                                     | Ehemaliges Kastenhaus des Klosters Mönchsdeggingen, Deggingerhaus, 1867–77 königliche Präparandenschule               | Zweigeschossiger und verputzter Giebelbau, Rundbogenportal mit Natursteingewände, im Kern spätes 16. Jahrhundert, Gurtgesimsgliederung 17. Jahrhundert Haustür, Holz, um 1800 | D-7-79-194-108           | weitere Bilder |
| Brettermarkt 6 (Standort)                                                     | Hoftor | Flachbogig, 17./18. Jahrhundert | D-7-79-194-108 zugehörig | weitere Bilder |
| Brettermarkt 7 (Standort)                                                     | Wohnhaus | Zweigeschossiger giebelständiger Fachwerkbau, verputzt, Eckständer mit Akanthusschnitzerei, um 1700 | D-7-79-194-109           | weitere Bilder |
| Brettermarkt 10 (Standort)                                                    | Wohnhaus | Zweigeschossiger Eckbau mit giebelständigem Satteldach und Fachwerkgiebel, um 1700 | D-7-79-194-110           | weitere Bilder |
| Nähe Bürgermeister-Reiger-Straße, Ecke Bürgermeister-Reiger-Straße (Standort) | Denkmal Melchior Meyr                                                                                                 | Auf spätklassizistischem Steinsockel Bildnisbüste aus Bronze 1873 von Konrad Knoll, 1873 | D-7-79-194-35            | weitere Bilder |
| Bürgermeister-Reiger-Straße 18 (Standort)                                     | Wohnhaus | Zweigeschossiger Flachwalmdachbau mit Giebelrisalit und spätklassizistischer Gliederung, um 1876, wohl von Max Gaab | D-7-79-194-111           | weitere Bilder |
| Bürgermeister-Reiger-Straße 22 (Standort)                                     | Wohnhaus | Zweigeschossiger Walmdachbau mit flach übergiebeltem Mittelrisalit und spätklassizistischer Gliederung, von Max Gaab, 1878 | D-7-79-194-113           | weitere Bilder |
| Bürgermeister-Reiger-Straße 23 (Standort)                                     | Villenartiges Wohnhaus                                                                                                | Zweigeschossiger Massivbau mit Mansard-Walmdach, Mittelrisalit und Bodenerker, von Carl Hocheder, 1911 | D-7-79-194-114           | weitere Bilder |
| Bürgermeister-Reiger-Straße 24 (Standort)                                     | Wohnhaus | Zweigeschossiger Walmdachbau mit Giebelrisalit und spätklassizistischer Gliederung, von Max Gaab, 1891 | D-7-79-194-115           | weitere Bilder |
| Bürgermeister-Reiger-Straße 27 (Standort)                                     | Wohnhaus | Zweigeschossiger Flachwalmdachbau mit hohem übergiebeltem Mittelrisalit und spätklassizistischer Gliederung, von Max Gaab, 1885/86 | D-7-79-194-116           | weitere Bilder |
| Bürgermeister-Reiger-Straße 29 (Standort)                                     | Villenartiges Wohnhaus                                                                                                | Zweigeschossiger Massivbau mit Krüppelwalmdach, Eckrustika, Eckerker, Zierfachwerk und offenem Fachwerk-Schwebgiebel, von Karl Behringer 1891/92 im Heimatstil | D-7-79-194-117           | weitere Bilder |
| Bürgermeister-Reiger-Straße 32 (Standort)                                     | Ehemaliges Gasthaus                                                                                                   | Dreigeschossiger Walmdachbau, mit Mittelerker und barockisierendem Putzdekor, im Kern 1851, Umbau zum Wohnhaus mit heutiger Außenerscheinung, bezeichnet „1913“, von Carl Heuchel | D-7-79-194-118           | weitere Bilder |
| Bürgermeister-Reiger-Straße 36 (Standort)                                     | Ehemals Haushaltungs- und Handarbeitsschule mit evangelischem Mädchenpensionat, jetzt Schule                          | Dreigeschossiger barockisierender Gruppenbau mit Walmund Satteldächern auf abgewinkeltem Grundriss, mit Erkern und Dachausbauten, 1911 von Carl Schurrer, 1925 erweitert | D-7-79-194-119           | weitere Bilder |
| Bürggasse 9 (Standort)                                                        | Ackerbürgerhaus | Zweigeschossiger giebelständiger Fachwerkständerbau mit Satteldach, rückseitig Fachwerkgiebel, im Kern um 1534 (dendrochronologisch datiert), Fassade in Ziegelmauerwerk erneuert, wohl 2. Hälfte 17. Jahrhundert                                                                         | D-7-79-194-120           | weitere Bilder |
| Bürggasse 11 (Standort)                                                       | Wohnhaus | Zweigeschossiger Flachwalmdachbau mit Mezzaningeschoss und klassizisierender Fassadengliederung, um 1877 | D-7-79-194-469           | weitere Bilder |

#### D
| Lage                             | Objekt                               | Beschreibung | Akten-Nr.                | Bild           |
| -------------------------------- | ------------------------------------ | --- | ------------------------ | -------------- |
| Deininger Straße 1 (Standort)    | Wohn- und Geschäftshaus              | Dreigeschossiger Giebelbau, mit Gliederung in Neurenaissance-Formen, um 1890 | D-7-79-194-121           | weitere Bilder |
| Deininger Straße 3 (Standort)    | Wohnhaus                             | Zweigeschossiger Satteldachbau mit vorkragendem Fachwerkgiebel, frühes 18. Jahrhundert, im Kern um 1500                                                                                               | D-7-79-194-122           | weitere Bilder |
| Deininger Straße 7 (Standort)    | Wohn- und Geschäftshaus              | Zweigeschossiger Giebelbau mit nördlichem Halbwalm, im Kern erstes Drittel 15. Jahrhundert, auskragender, verputzter Fachwerkgiebel und traufseitiger Flacherker über profilierter Konsole, nach 1650 | D-7-79-194-123           | weitere Bilder |
| Deininger Straße 8 (Standort)    | Wohn- und Geschäftshaus              | Zweigeschossiger Eckbau mit abgetrepptem Schweifgiebel, Gesimsgliederung und Putzrustika, Fenster mit geohrten Faschen, Ende 19. Jahrhundert                                                          | D-7-79-194-124           | weitere Bilder |
| Deininger Straße 12 (Standort)   | Wohn- und Geschäftshaus              | Zweigeschossiger Giebelbau, spätklassizistische Fassadengestaltung mit Gesims- und Lisenengliederung, um 1882                                                                                         | D-7-79-194-125           | weitere Bilder |
| Deininger Straße 17 (Standort)   | Ehemaliger Gasthof zum Weißen Ochsen | Zweigeschossiger Giebelbau über rechtwinkligem Grundriss, spätklassizistische Fassadengestaltung mit Eckpilastern und Gesimsgliederung, Giebelspitze bezeichnet „1886“                                | D-7-79-194-126           | weitere Bilder |
| Innere Einfahrt 2 (Standort)     | Stadel                               | Zweigeschossiger und verputzter Fachwerkbau, mit dreifach vorkragendem Giebel, letztes Viertel 15. Jahrhundert                                                                                        | D-7-79-194-126           | weitere Bilder |
| Deininger Straße 22 (Standort)   | Wohnhaus                             | Dreigeschossiger Giebelbau, Blankziegelfassade mit Werksteinelementen, um 1900 | D-7-79-194-127           | weitere Bilder |
| Deininger Straße 24 (Standort)   | Wohnhaus                             | Zweigeschossiger Satteldachbau mit Neurenaissancegiebel, Fenstererker mit historistischem Stuckdekor, drittes Viertel 19. Jahrhundert                                                                 | D-7-79-194-128           | weitere Bilder |
| Nähe Deininger Straße (Standort) | Stadel                               | Zweigeschossiger Fachwerkbau mit steilem Satteldach, Mitte 16. Jahrhundert | D-7-79-194-128 zugehörig | weitere Bilder |
| Deininger Straße 27 (Standort)   | Wohnhaus                             | Zweigeschossiger giebelständiger Fachwerkbau mit zweifach vorkragendem Giebel, zum Teil verputzt, um 1500                                                                                             | D-7-79-194-129           | weitere Bilder |
| Drehergasse 1 (Standort)         | Ehemaliges Gasthaus                  | Zweigeschossiger und verputzter Fachwerkbau mit giebelständigem Satteldach, Giebel zweifach vorkragend, um 1600                                                                                       | D-7-79-194-131           | weitere Bilder |
| Drehergasse 2 (Standort)         | Ehemalige Büttnerei                  | Schmaler dreigeschossiger Fachwerkbau mit giebelständigem Satteldach, frühes 18. Jahrhundert | D-7-79-194-132           | weitere Bilder |
| Drehergasse 3 (Standort)         | Wohnhaus                             | Dreigeschossiger Eckbau mit Satteldach und abgetrepptem Schweifgiebel mit Zinnenbekrönung, spätes 17. Jahrhundert                                                                                     | D-7-79-194-133           | weitere Bilder |
| Drehergasse 4 (Standort)         | Wohnhaus                             | Zweigeschossiger giebelständiger Satteldachbau mit einseitigem Schopf und Fachwerkgiebel, im Kern spätmittelalterlich, Dach und Fachwerkgiebel wohl Anfang 20. Jahrhundert                            | D-7-79-194-134           | weitere Bilder |
| Drehergasse 18 (Standort)        | Wohn- und Geschäftshaus              | Dreigeschossiger, traufständiger Satteldachbau mit vorkragenden Fachwerkobergeschossen, 1. Viertel 18. Jahrhundert, im 19. Jahrhundert teilweise verändert                                            | D-7-79-194-656           | weitere Bilder |
| Drehergasse 18 (Standort)        | Nebengebäude                         | Zweigeschossig mit Pultdach, im Kern 1. Viertel 18. Jahrhundert, im 19. und 20. Jahrhundert umgebaut                                                                                                  | D-7-79-194-656           | Nebengebäude   |
| Drehergasse 21 (Standort)        | Wohnhaus                             | Zweigeschossiger Satteldachbau mit Fachwerkobergeschoss und -giebel, im Kern frühes 15. Jahrhundert, modern bezeichnet „1496“, Giebelfachwerk 18. Jahrhundert                                         | D-7-79-194-135           | weitere Bilder |

#### E
| Lage                                | Objekt                                                           | Beschreibung | Akten-Nr.               | Bild           |
| ----------------------------------- | ---------------------------------------------------------------- | --- | ----------------------- | -------------- |
| Eisengasse 1 (Standort)             | Wohn- und Geschäftshaus                                          | Dreigeschossiger Walmdachbau, Rückseite mit steilem Treppengiebel, frühes 15. Jahrhundert, barocke Hauptfassadengestaltung mit Pilaster- und Gesimsgliederung, zweite Hälfte 18. Jahrhundert                                      | D-7-79-194-136          | weitere Bilder |
| Eisengasse 2 (Standort)             | Wohn- und Geschäftshaus                                          | Dreigeschossiger, überwiegend verputzter Fachwerkbau mit Satteldach, in Ecklage, Giebelseite vierfach vorkragend, im Kern um 1500                                                                                                 | D-7-79-194-137          | weitere Bilder |
| Eisengasse 3 (Standort)             | Wohn- und Geschäftshaus                                          | Viergeschossiger, verputzter Fachwerkbau mit Walmdach und Zwerchgiebel, im Kern 1436/37 (dendrochronologisch datiert), Aufstockung nach 1470, Erweiterung nach Norden und neues Dachtragwerk 1517/18, barocker Umbau 1782/83      | D-7-79-194-470          | weitere Bilder |
| Eisengasse 4 (Standort)             | Wohn- und Geschäftshaus                                          | Dreigeschossiger Satteldachbau mit Gurtgesimsen, Putzrustika und durch Pilaster gegliedertem Schweifgiebel, spätes 17. Jahrhundert                                                                                                | D-7-79-194-138          | weitere Bilder |
| Eisengasse 5 (Standort)             | Wohn- und Geschäftshaus                                          | Dreigeschossiger verputzter Giebelbau, mit Fachwerk und auskragendem Obergeschoss, im Kern um 1332 (dendrochronologisch datiert)                                                                                                  | D-7-79-194-454          | weitere Bilder |
| Eisengasse 6 (Standort)             | Ehemaliges Bürgerhaus, sogenanntes Schneidtsches Haus            | Dreigeschossiger Mansarddachbau mit geschweiftem Zwerchhausgiebel und zwei symmetrisch angeordneten Flacherkern auf zwei profilierten Steinkonsolen, massiver Eckständer mit Figurenrelief im Nordwesten, 1567, Umgestaltung 1794 | D-7-79-194-139          | weitere Bilder |
| Eisengasse 8 (Standort)             | Ehemaliges Bürgerhaus, jetzt Wohn- und Geschäftshaus             | Giebelständiger, zweigeschossiger Satteldachbau mit Zwerchhaus, in Fachwerk-Ständer-Bauweise, 1390 (dendrochronologisch datiert)                                                                                                  | D-7-79-194-531          | weitere Bilder |
| Eugene-Shoemaker-Platz 1 (Standort) | Ehemaliger Stadel des Spital-Bauhofs, seit 1987 Rieskratermuseum | Eingeschossiger Massivbau mit steilem Schopfwalmdach, bezeichnet „1503“ | D-7-79-194-56 zugehörig | weitere Bilder |

#### F
| Lage                      | Objekt    | Beschreibung | Akten-Nr.      | Bild      |
| ------------------------- | --------- | --- | -------------- | --------- |
| Farbgasse 2 (Standort)    | Kleinhaus | Zweigeschossiger traufständiger verputzter Fachwerkständerbau, verputztes Fachwerk, spätes 16. Jahrhundert                   | D-7-79-194-140 | Kleinhaus |
| Frauengasse 10 (Standort) | Wohnhaus  | Zweigeschossiger Traufseitbau, zum Teil verputztes Fachwerk, an der Gartenseite Laube, 1478/80 (dendrochronologisch datiert) | D-7-79-194-142 | Wohnhaus  |

#### H
| Lage                                   | Objekt | Beschreibung | Akten-Nr.                | Bild                                                 |
| -------------------------------------- | --- | --- | ------------------------ | ---------------------------------------------------- |
| Hafenmarkt 1 (Standort)                | Ehemaliges Kaisheimer Haus, bis 1802 Kastenhaus des Zisterzienser-Reichstifts Kaisheim, jetzt Gerichtsgebäude | Lang gestreckter dreigeschossiger Satteldachbau mit abgetrepptem Schweifgiebel und polygonalem Eckerker, im Kern spätmittelalterlich, nach Brand 1665/66 erneuert | D-7-79-194-143           | weitere Bilder                                       |
| Tändelmarkt 5 (Standort)               | Rückgebäude, ehemaliger Stadel, heute Verwaltungsbau                                                          | Dreigeschossiger Satteldachbau mit profiliertem Traufgesims, um 1720 (dendrochronologisch datiert) | D-7-79-194-143 zugehörig | Rückgebäude, ehemaliger Stadel, heute Verwaltungsbau |
| Hafenmarkt 2 (Standort)                | Ehemaliges Bürgerhaus                                                                                         | Traufständiger zweigeschossiger Satteldachbau mit Wellengiebel, gekehlten Gesimsen und giebelseitigem Flacherker, Rundbogenportal mit manieristischer Eingangstür, 1667 | D-7-79-194-144           | weitere Bilder                                       |
| Hafenmarkt 4 (Standort)                | Ehemaliges Stadtknechtshaus                                                                                   | Dreigeschossiger Eckbau mit Satteldach und geschweiftem Renaissancegiebel, durch Gurtgesimse mit Haus Beim Klösterle 2 zusammengefasst, 1590 | D-7-79-194-145           | weitere Bilder                                       |
| Hahnengasse 1 (Standort)               | Ehemaliges Gerberhaus                                                                                         | Dreigeschossiger und verputzter Fachwerkbau mit Satteldach, in traufständiger Lage, mit Kranausleger, vorkragenden Obergeschossen und Giebel, spätes 16. Jahrhundert | D-7-79-194-146           | weitere Bilder                                       |
| Hahnengasse 3 (Standort)               | Ehemaliges Gerberhaus                                                                                         | Zweigeschossiger und verputzter Fachwerkbau mit Satteldach, vierfach vorkragende Giebelseite, wohl 1599 | D-7-79-194-147           | weitere Bilder                                       |
| Hallergasse 4 (Standort)               | Ehemaliges Stadel                                                                                             | Fachwerkständerbau mit Satteldach, spätes 15. Jahrhundert, später als zweigeschossiges Wohnhaus umgebaut; ehemals zu Bräugasse 9 gehörig | D-7-79-194-148           | weitere Bilder                                       |
| Hallgasse 2 (Standort)                 | Nebengebäude des Gasthofs Alte Post                                                                           | Zweigeschossiger schmaler Bau mit Mansard-Walmdach, Ende 18. Jahrhundert, Erdgeschoss modern überformt | D-7-79-194-149           | weitere Bilder                                       |
| Hallgasse 5 (Standort)                 | Ehemaliger Gasthof                                                                                            | Stattlicher zweigeschossiger giebelständiger Fachwerkständerbau mit Satteldach, Obergeschoss und Giebelgeschosse vorkragend, geschnitzte Eckstiele, bezeichnet „1649“, wohl von Valentin Schübler | D-7-79-194-150           | weitere Bilder                                       |
| Hallgasse 6, Pfarrgasse 4 (Standort)   | Ehemaliges Pfarrhaus                                                                                          | Dreigeschossiger zur Hallgasse giebelständiger Satteldachbau in Ecklage, Untergeschoss massiv, vorkragende Obergeschosse als Fachwerkständerbau, Rähm mit Eierstabläufen, Eckständer mit Schnitzdekor, wohl von Valentin Schübler, 1663; Eingangstür, zweiflügelig und mit Oberlicht, spätklassizistisch, um 1800; bildet mit Pfarrgasse 4 eine Einheit | D-7-79-194-151           | weitere Bilder                                       |
| Hallgasse 10 (Standort)                | Haustür | klassizistisch, Ende 18. Jahrhundert; in modernem Neubau | D-7-79-194-152           | weitere Bilder                                       |
| Hallgasse 17 (Standort)                | Bürgerhaus | Traufständiger zweigeschossiger Fachwerkständerbau mit Schopfwalmdach, Ostgiebel vorkragend, um 1470/80; Inneres modern überformt | D-7-79-194-153           | weitere Bilder                                       |
| Hallgasse 25 (Standort)                | Fachwerkstadel                                                                                                | Mit Walmdach, frühes 18. Jahrhundert | D-7-79-194-154           | weitere Bilder                                       |
| Hansengasse 9 (Standort)               | Ehemaliges Handwerkerhaus                                                                                     | Zweigeschossiger und verputzter Fachwerkbau mit Satteldach und dreifach vorkragendem Giebel, im Kern letztes Viertel 15. Jahrhundert | D-7-79-194-155           | weitere Bilder                                       |
| Hansengasse 12 (Standort)              | Ehemaliges Handwerkerhaus                                                                                     | Stattlicher zweigeschossiger Fachwerkständerbau mit Satteldach in Ecklage, rückseitiger Giebel und südliche Traufwand offen, sonst verputzt, um 1535 (dendrochronologisch datiert) | D-7-79-194-156           | weitere Bilder                                       |
| Henkergasse 1 (Standort)               | Gasthof zum Stuck                                                                                             | Zweigeschossiger Eckbau mit Flachwalmdach und erdgeschossigen Stichbogenfenstern, um 1850 Ausleger, mit Darstellung einer Kanone und Rocailleverzierung, Schmiedeeisen, um 1760-70 | D-7-79-194-157           | Gasthof zum Stuck                                    |
| Henkergasse 4 (Standort)               | Ehemaliges Ackerbürgerhaus                                                                                    | Zweigeschossiger giebelständiger und verputzter Fachwerkständerbau, im Kern um 1370 (dendrochronologisch datiert), Fassadenüberarbeitung mit Giebelgesimsen und klassizistischer Eingangstüre, bezeichnet „1806“ | D-7-79-194-158           | weitere Bilder                                       |
| Henkergasse 5 (Standort)               | Wohnhaus | zweigeschossiger giebelständiger Satteldachbau, im Kern um 1510 (dendrochronologisch datiert), Dachtragwerk von 1515/16 (dendrochronologisch datiert), später verändert | D-7-79-194-681           | BW                                                   |
| Henkergasse 12 (Standort)              | Türgerüst | Hölzern mit Voluten und Taustab, bezeichnet „1688“ | D-7-79-194-159           | weitere Bilder                                       |
| Herrengasse 2 (Standort)               | Gasthaus | Stattlicher zweigeschossiger traufständiger verputzter Fachwerkständerbau, mit vorkragendem Giebel, um 1430 (dendrochronologisch datiert), später mehrfach umgebaut Schmiedeeiserner Ausleger, frühes 18. Jahrhundert | D-7-79-194-160           | weitere Bilder                                       |
| Herrengasse 3 (Standort)               | Bürgerhaus, sogenanntes Wünschsches Haus                                                                      | Zweigeschossiger traufständiger, verputzter Fachwerkbau, mit hohem Zwerchhaus, im Kern um 1500, Umbau spätes 17. Jahrhundert; mit Ausstattung | D-7-79-194-161           | weitere Bilder                                       |
| Herrengasse 4 (Standort)               | Wohnhaus | Zweigeschossiger traufständiger tiefreichender Fachwerkständerbau mit hohem Satteldach, im Kern um 1478 (dendrochronologisch datiert) Nördlich schmaler traufständiger Anbau, wohl zeitgleich | D-7-79-194-462           | weitere Bilder                                       |
| Herrengasse 6 (Standort)               | Kleinhaus | Zweigeschossiger giebelständiger Fachwerkständerbau, im Kern 2. Hälfte 15. Jahrhundert; Aufstockung wohl 18. Jahrhundert | D-7-79-194-162           | weitere Bilder                                       |
| Herrengasse 9 (Standort)               | Wohnhaus | Zweigeschossiger giebelständiger Fachwerkständerbau mit giebelseitig vorkragendem Obergeschoss und Eckerker, im Kern um 1422 (dendrochronologisch datiert), Fassadenumbau bezeichnet „1606“, Altane zum Hof, bezeichnet „1701“ Fachwerkstadel siehe Kuhgasse 4                                                                                          | D-7-79-194-163           | weitere Bilder                                       |
| Herrengasse 11 (Standort)              | Wohnhaus | Dreigeschossiger giebelständiger Satteldachbau mit geschweiftem Volutengiebel, in neubarocker Manier, Anfang 20. Jahrhundert | D-7-79-194-164           | weitere Bilder                                       |
| Herrengasse 14 (Standort)              | Wohnhaus | Zweigeschossiger traufständiger Satteldachbau mit hohem Giebelrisalit und spätklassizistischer Gliederung, 1892 | D-7-79-194-165           | weitere Bilder                                       |
| Herrengasse 15 (Standort)              | Wohnhaus | Dreigeschossiger Traufseitbau mit einhüftig zweigeschossigem Anbau, im Kern spätmittelalterlich, spätes 15. Jahrhundert, Anbau spätes 17. Jahrhundert, Dachtragwerk erneuert; mit Ausstattung | D-7-79-194-166           | weitere Bilder                                       |
| Herrengasse 20 (Standort)              | Wohnhaus | Zweigeschossiger traufständiger Fachwerkständerbau mit Krangaube, Obergeschoss zum Teil vorkragend, rückwärtig eingeschifteter Querflügel, im Kern frühes 16. Jahrhundert; modern umfassend instand gesetzt | D-7-79-194-167           | weitere Bilder                                       |
| Herrengasse 21 (Standort)              | Handwerkerhaus                                                                                                | Zweigeschossiger Satteldachbau über Hochkeller, in Ecklage, verputzter Fachwerkständerbau, im Kern frühes 16. Jahrhundert, Dachgeschoss im 18. Jahrhundert verändert | D-7-79-194-168           | weitere Bilder                                       |
| Herrengasse 25 (Standort)              | Wohnhaus | Langgestreckter erdgeschossiger Massivbau in Ecklage, mit Mansardwalmdach und hohem Zwerchhaus mit geschweiftem Volutengiebel, Mitte 18. Jahrhundert | D-7-79-194-169           | weitere Bilder                                       |
| Herrengasse 27 (Standort)              | Wohnhaus | Zweigeschossiger giebelständiger Satteldachbau, im Kern 1693, geschnitzte Haustüre, um 1790/1800 | D-7-79-194-170           | weitere Bilder                                       |
| Herrengasse 27 (Standort)              | Tormauer | Gleichzeitig mit Wohnhaus | D-7-79-194-170           | weitere Bilder                                       |
| Herrengasse 29 (Standort)              | Wohnhaus und Rückgebäude                                                                                      | Zweigeschossiger Satteldachbau mit Schweifgiebeln, mit Rückgebäude, um 1700; modern nachhaltig verändert | D-7-79-194-171           | weitere Bilder                                       |
| Herrengasse 33, am Egerbach (Standort) | Ehemaliges Färber- und Handwerkerhaus                                                                         | Kleines, zum Egerbach traufständiges, zweigeschossiges verputztes Fachwerkhaus mit steilem Satteldach, im Kern spätes 15. Jahrhundert | D-7-79-194-172           | weitere Bilder                                       |
| Herrengasse 37 (Standort)              | Ehemaliges Färber- und Handwerkerhaus                                                                         | Dreigeschossiger, zum Egerbach giebelständiger Fachwerkbau, verputzt, mit vorkragendem Giebel, im Kern Mitte 16. Jahrhundert | D-7-79-194-174           | weitere Bilder                                       |
| Herrengasse 39 (Standort)              | Ehemaliges Malsches Haus                                                                                      | Dreigeschossiger Walmdachbau, übergiebelter Mittelrisalit mit Pilastergliederung, erbaut 1780 | D-7-79-194-175           | weitere Bilder                                       |
| Spitalhof 2 a (Standort)               | Stadel | Massiver Bau, mit hohem Walmdach, Ende 18. Jahrhundert | D-7-79-194-175 zugehörig | weitere Bilder                                       |
| Herrengasse 41 (Standort)              | Wohnhaus | Zweigeschossiger Giebelbau mit Fachwerkobergeschoss und Mannfiguren, spätes 15. Jahrhundert, Fachwerkgiebel 2. Hälfte 17. Jahrhundert | D-7-79-194-177           | weitere Bilder                                       |
| Herrengasse 43, 45 (Standort)          | Wohnhaus | Zweigeschossiger traufständiger Satteldachbau mit einseitigem Schopfwalm und Nonnendeckung, Erdgeschoss massiv, Obergeschoss Fachwerk, unter den Fensterbrüstungen zum Teil profilierte Knaggen, letztes Viertel 15. Jahrhundert | D-7-79-194-178           | weitere Bilder                                       |
| Herrengasse 47, 49 (Standort)          | Doppelhaus | Dreigeschossiger traufständiger Satteldachbau, mit Krangauben, vorkragendes 2. Obergeschoss und Giebel Fachwerk, zum Teil verputzt, um 1500 | D-7-79-194-179           | weitere Bilder                                       |
| Hintere Gerbergasse 6 (Standort)       | Wohnhaus | Dreigeschossiger traufständiger Fachwerkbau mit Satteldach und Zwerchgiebel, über massivem Sockelgeschoss, überwiegend verputzt, spätes 16. Jahrhundert, Zwerchgiebel frühes 18. Jahrhundert | D-7-79-194-182           | weitere Bilder                                       |
| Hintere Gerbergasse 7 (Standort)       | Wohnhaus | Zweigeschossiger Fachwerkbau mit Satteldach, teils verputzt und mit Holzverschalung, im Kern um 1335 (dendrochronologisch datiert), im 18. Jahrhundert teilweise erneuert | D-7-79-194-183           | weitere Bilder                                       |
| Hintere Gerbergasse 11 (Standort)      | Ehemaliges Gerberhaus                                                                                         | zweigeschossiger, giebelständiger Putzbau mit Satteldach und Kranbalken, überwiegend massiv, im Kern 1557 (dendrochronologisch datiert), Umbauten und Aufstockung des rückwärtigen Traktes mit quergestelltem Satteldach, wohl 17. Jahrhundert | D-7-79-194-712           | BW                                                   |
| Hintere Gerbergasse 19 (Standort)      | Ehemaliges Handwerkerhaus                                                                                     | Zweigeschossiger Satteldachbau in Ecklage, mit zweifach vorkragendem Fachwerkgiebel, bezeichnet 1546, erneuert im 18./19. Jahrhundert | D-7-79-194-184           | weitere Bilder                                       |
| Hintere Reimlingergasse 2 (Standort)   | Haustür | Spätklassizistisch, mit Oberlicht, um 1820 | D-7-79-194-185           | weitere Bilder                                       |
| Hintere Reimlingergasse 9 (Standort)   | Stadel | Giebelständiger Fachwerkständerbau mit Steilsatteldach, um Mitte 16. Jahrhundert, Ausfachungen 18. Jahrhundert | D-7-79-194-186           | weitere Bilder                                       |
| Hutergasse 1 (Standort)                | Wohnhaus | Zweigeschossiger Satteldachbau in Ecklage, mit dreifach vorkragendem Fachwerkgiebel, im Kern spätes 15. Jahrhundert; Untergeschosse im 18. Jahrhundert versteinert | D-7-79-194-188           | weitere Bilder                                       |
| Hutergasse 3 (Standort)                | Wohnhaus | Zweigeschossiger traufständiger Fachwerkständerbau mit verschaltem Steilgiebel, im Kern um 1448/49 (dendrochronologisch datiert), Umbau um 1535/36 (dendrochronologisch datiert), stark verändert | D-7-79-194-189           | weitere Bilder                                       |
| Hutergasse 10 (Standort)               | Wohnhaus, wohl ursprünglich Färberhaus                                                                        | Zweigeschossiger verputzter Fachwerkständerbau mit Halbwalmdach, im Kern um 1433 (dendrochronologisch datiert), im 17. und 19. Jahrhundert verändert | D-7-79-194-190           | Wohnhaus, wohl ursprünglich Färberhaus               |
| Hüttengasse 1 (Standort)               | Wohnhaus | Zweigeschossiger Satteldachbau mit einseitigem Schopfwalm und Fachwerkgiebel, Mitte 16. Jahrhundert, im 19. Jahrhundert erneuert | D-7-79-194-187           | weitere Bilder                                       |

#### I
| Lage                          | Objekt            | Beschreibung | Akten-Nr.      | Bild           |
| ----------------------------- | ----------------- | --- | -------------- | -------------- |
| Innere Einfahrt 7 (Standort)  | Wohnhaus          | Zweigeschossiger und verputzter Fachwerkbau mit giebelständigem Satteldach, zweifach vorkragend, im Kern Mitte 16. Jahrhundert     | D-7-79-194-191 | weitere Bilder |
| Innere Einfahrt 9 (Standort)  | Wohnhaus Artikel= | Zweigeschossiger Satteldachbau mit zweifach vorkragendem Fachwerkgiebel, Mitte 16. Jahrhundert                                     | D-7-79-194-192 | weitere Bilder |
| Innere Einfahrt 16 (Standort) | Wohnhaus          | Traufständiger zweigeschossiger Fachwerkbau, verputzt, mit auskragender Giebelseite, im Kern um 1524 (dendrochronologisch datiert) | D-7-79-194-193 | weitere Bilder |

#### J
| Lage                                           | Objekt                                       | Beschreibung | Akten-Nr.      | Bild           |
| ---------------------------------------------- | -------------------------------------------- | --- | -------------- | -------------- |
| Judengasse 2, 4 (Standort)                     | Wohnhaus                                     | Traufständiger dreigeschossiger Satteldachbau mit einseitigem Walm, Zwerchhaus und vorkragenden Obergeschossen, verputzter Fachwerkgeschossbau, Anfang 16. Jahrhundert                                                           | D-7-79-194-194 | weitere Bilder |
| Judengasse 3, Karl-Schlierf-Platz 1 (Standort) | Ehemalige Volksschule, heute Stadtbibliothek | Stattlicher dreigeschossiger Walmdachbau mit Mittelrisalit und hohem Kellergeschoss, spätklassizistische Fassadengestaltung mit Eckpilastern und Gesimsgliederung, Fenster mit profilierter Stuckrahmung, Carl Schurrer, 1890/91 | D-7-79-194-195 | weitere Bilder |
| Judengasse 7 (Standort)                        | Kleinhaus                                    | Dreigeschossiger traufständiger Satteldachbau mit Fachwerkobergeschoss, frühes 18. Jahrhundert, massives Sockelgeschoss wohl spätmittelalterlich                                                                                 | D-7-79-194-196 | weitere Bilder |
| Judengasse 8 (Standort)                        | Kleinhaus                                    | Zweigeschossiger traufständiger Satteldachbau mit Krangaube, Obergeschoss und Giebel in Fachwerk, erste Hälfte 18. Jahrhundert                                                                                                   | D-7-79-194-197 | weitere Bilder |
| Judengasse 9 (Standort)                        | Bürgerhaus                                   | Dreigeschossiger traufständiger Fachwerkbau mit Satteldach, verputzt, rundbogiges Türgerüst aus Holz, bezeichnet „1603“ | D-7-79-194-198 | weitere Bilder |
| Judengasse 11 (Standort)                       | Wohnhaus                                     | Dreigeschossiger Eckbau mit Satteldach und giebelseitigem Kranausleger, im Kern spätes 15. Jahrhundert, vorkragendes Fachwerkobergeschoss und -giebel Mitte 17. Jahrhundert, Umbau 19. Jahrhundert                               | D-7-79-194-455 | weitere Bilder |
| Judengasse 18 (Standort)                       | Wohnhaus                                     | Kleiner zweigeschossiger Eckbau mit Satteldach und Fachwerkgiebel; Haustür, kassettiertes Türblatt mit floralem Schnitzdekor, Ende 18. Jahrhundert                                                                               | D-7-79-194-199 | weitere Bilder |

#### K
| Lage                               | Objekt                                      | Beschreibung | Akten-Nr.                | Bild           |
| ---------------------------------- | ------------------------------------------- | --- | ------------------------ | -------------- |
| Kaiserwiese 1 (Standort)           | Ehemaliges Schießhaus, jetzt Jugendherberge | Zweigeschossiger Walmdachbau, Obergeschoss Fachwerk, Eckstiel bezeichnet 1723 | D-7-79-194-203           | weitere Bilder |
| Kämpelgasse 1 (Standort)           | Ehemalige Walkmühle                         | Stattlicher zweigeschossiger giebelständiger Satteldachbau, vorgeblendeter Volutengiebel mit kräftigen Gesimsen und Lisenengliederung, um 1716 (dendrochronologisch datiert) errichtet, korbbogige Empiretüre, 1806, 1817 und 1929 instand gesetzt | D-7-79-194-200           | weitere Bilder |
| Kämpelgasse 6 (Standort)           | Kleinhaus                                   | Zweigeschossiger giebelständiger Satteldachbau mit zweifach vorkragendem, verputztem Fachwerkgiebel, im Kern um 1500, später mehrfach verändert | D-7-79-194-201           | weitere Bilder |
| Kämpelgasse 8 (Standort)           | Stadel                                      | Stattlicher Massivbau mit Steilsatteldach und rückseitigem Fachwerkgiebel, um 1700 | D-7-79-194-202           | weitere Bilder |
| Kerschensteinerstraße 2 (Standort) | Katholische Pfarrkirche St. Josef           | Flachgedeckter Saalbau über ovaloidem Grundriss, mit hängenden parabelförmigen Fenstern und freistehendem Rundturm, 1960–62 von Hansjakob Lill; mit Ausstattung                                                                                    | D-7-79-194-476           | weitere Bilder |
| Kerschensteinerstraße 2 (Standort) | Pfarrhaus                                   | Zweigeschossiger Satteldachbau, zeitgleich mit Kirche, von Hansjakob Lill | D-7-79-194-476 zugehörig | Pfarrhaus      |
| Kohlenmarkt 1 (Standort)           | Ehemaliges Bürgerhaus                       | Zweigeschossiger und verputzter Fachwerkbau, in Ecklage, mit vorkragendem Obergeschoss und Giebel, im Kern um 1383 (dendrochronologisch datiert), um 1450, 1550, im 19. Jahrhundert und um 1900 verändert                                          | D-7-79-194-205           | weitere Bilder |
| Kohlenmarkt 6 (Standort)           | Wohnhaus                                    | Dreigeschossiger Fachwerkbau mit giebelständigem Satteldach und Mannfiguren, zum Teil verputzt, Eckständer mit Akanthusschnitzereien bezeichnet „1667“                                                                                             | D-7-79-194-206           | weitere Bilder |
| Koppenhof 3 (Standort)             | Wohnhaus                                    | Zweigeschossiger giebelständiger Satteldachbau mit geschweiftem Staffelgiebel zur Münzgasse, um 1580 | D-7-79-194-207           | weitere Bilder |
| Kreuzgasse 6 (Standort)            | Wohnhaus                                    | Zweigeschossiger Fachwerkständerbau mit Satteldach in Ecklage, teilverputzt, giebelseitig dreifach vorkragend, im Kern mittleres 15. Jahrhundert, stark überformt                                                                                  | D-7-79-194-208           | weitere Bilder |
| Kreuzgasse 8 (Standort)            | Wohnhaus                                    | Schmaler, dreigeschossiger giebelständiger Satteldachbau, ursprünglicher Fachwerkständerbau mit zweifach vorkragendem Giebel, um 1500, Untergeschosse später versteinert                                                                           | D-7-79-194-209           | weitere Bilder |
| Kuhgasse 4 (Standort)              | Stadel                                      | Stattlicher traufständiger verputzter Fachwerkständerbau mit einseitigem Halbwalm und mehrfach vorkragenden Giebeln, um 1427 (dendrochronologisch datiert); ursprünglich zugehörig zum Gasthaus Blaue Glocke, siehe Herrengasse 2                  | D-7-79-194-210           | weitere Bilder |
| Kuhgasse 5 (Standort)              | Wohnhaus                                    | Zweigeschossiger giebelständiger Satteldachbau mit Fachwerkgiebel, um 1700, modern überformt | D-7-79-194-211           | weitere Bilder |
| Kuhgasse 9 (Standort)              | Wohnhaus                                    | Giebelständiger verputzter Fachwerkständerbau Obergeschoss und Giebelgeschosse vorkragend, im Kern spätes 15. Jahrhundert, später umgebaut | D-7-79-194-212           | weitere Bilder |

#### L
| Lage                           | Objekt                                    | Beschreibung | Akten-Nr.      | Bild                    |
| ------------------------------ | ----------------------------------------- | --- | -------------- | ----------------------- |
| Lange Gasse 2 (Standort)       | Gasthaus                                  | Schlichter zweigeschossiger giebelständiger Satteldachbau, wohl 2. Viertel 19. Jahrhundert | D-7-79-194-214 | weitere Bilder          |
| Lange Gasse 6 (Standort)       | Wohnhaus                                  | über einem Kellergeschoss leicht aufgesockelter, zweigeschossiger und giebelständiger Putzbau mit Satteldach, das Obergeschoss teils Fachwerk, im Kern um 1488                                                                                                  | D-7-79-194-866 | BW                      |
| Lange Gasse 8 (Standort)       | Wohnhaus                                  | Zweigeschossiger traufständiger verputzter Fachwerkständerbau, Giebel zweifach vorkragend, im Kern letztes Viertel 15. Jahrhundert | D-7-79-194-215 | weitere Bilder          |
| Lange Gasse 10 (Standort)      | Ehemals Brauhaus, jetzt Wohnhaus          | Zweigeschossiger Fachwerkständerbau mit über Knaggen vorkragendem Obergeschoss und Walmdach, im Kern um 1485, Dachtragwerk 18. Jahrhundert | D-7-79-194-216 | weitere Bilder          |
| Lange Gasse 12 (Standort)      | Wohnhaus                                  | Stattlicher zweigeschossiger verputzter Fachwerkständerbau mit vorkragenden Ober- und Giebelgeschossen, um 1724 (dendrochronologisch datiert) | D-7-79-194-456 | weitere Bilder          |
| Lange Gasse 14 (Standort)      | Ackerbürgerhaus                           | Zweigeschossiger Wohnstallbau, Erdgeschoss massiv, Obergeschoss und Giebel als Fachwerkständerbau, 1. Viertel 18. Jahrhundert; Wirtschaftsteil modern | D-7-79-194-217 | weitere Bilder          |
| Lange Gasse 19 (Standort)      | Kleine Reihenhaussiedlung                 | Langgestreckter Satteldachbau mit Fachwerkgiebel und Erker zur Salvatorgasse, in Formen des Heimatstils, von Max Gaab, 1905; anstelle der ehem. Seelhäuser (gestiftet von den Familien Frickhinger und Strauß 1453), einer spätmittelalterlichen Sozialsiedlung | D-7-79-194-218 | weitere Bilder          |
| Lange Gasse 20 (Standort)      | Fachwerkhaus                              | Zweigeschossiger traufständiger und verputzter Fachwerkständerbau mit einseitigem Schopfwalm und hohem Zwerchgiebel, um 1500 | D-7-79-194-219 | weitere Bilder          |
| Lebergasse 1 (Standort)        | Handwerkerhaus                            | Zweigeschossiger giebelständiger Fachwerkständerbau mit steilem Satteldach Giebel dreifach vorkragend, um 1500 | D-7-79-194-220 | weitere Bilder          |
| Lederergasse 4 (Standort)      | Ehemaliges Gerberhaus                     | Zweigeschossiger massiver Satteldachbau mit dreifach vorkragendem Fachwerkgiebel, frühes 16. Jahrhundert | D-7-79-194-221 | weitere Bilder          |
| Lederergasse 8, 9 (Standort)   | Ehemaliges Handwerkerhaus                 | Doppelhaus, dreigeschossiger Eckbau mit Frackdach und teils vorkragendem Giebel, um 1550 (Nr. 9) und 1616 (dendrochronologisch datiert, Nr. 8) | D-7-79-194-222 | weitere Bilder          |
| Lederergasse 10 (Standort)     | Ehem. Gerberhaus                          | Dreigeschossiger, teils verputzter Fachwerkbau mit Satteldach, in Ecklage, 1596 | D-7-79-194-223 | weitere Bilder          |
| Löpsinger Straße 1 (Standort)  | Wohn- und Geschäftshaus                   | Massiver dreigeschossiger Giebelbau, im Kern um 1340 (dendrochronologisch datiert), nördlicher Treppengiebel mit Filialen, erste Hälfte 16. Jahrhundert | D-7-79-194-226 | weitere Bilder          |
| Löpsinger Straße 1 (Standort)  | Westliches Nebengebäude                   | Firstgedrehter, zweigeschossiger Schweifgiebelanbau mit Gesimsgliederung | D-7-79-194-226 | weitere Bilder          |
| Löpsinger Straße 1 (Standort)  | Nördliches Nebengebäude                   | Wohnhaus, zweigeschossiger Fachwerkanbau mit Satteldach; spätes 17. Jahrhundert. | D-7-79-194-226 | Nördliches Nebengebäude |
| Löpsinger Straße 2 (Standort)  | Wohnhaus                                  | Schmales zweigeschossiges Fachwerkhaus in Ecklage, überwiegend verputzt, im Kern spätes 15. Jahrhundert, Giebelerneuerung zweite Hälfte 18. Jahrhundert | D-7-79-194-227 | weitere Bilder          |
| Löpsinger Straße 3 (Standort)  | Ehemalige Bäckerei                        | Zweigeschossiger Fachwerkbau mit Satteldach, in Ecklage, überwiegend verputzt, letztes Drittel 15. Jahrhundert, Giebel im 18. Jahrhundert erneuert | D-7-79-194-228 | weitere Bilder          |
| Löpsinger Straße 5 (Standort)  | Wohnhaus                                  | Dreigeschossiger, überwiegend verputzter Fachwerkbau, in Ecklage, mit vorkragenden Obergeschossen, letztes Drittel 15. Jahrhundert, 1582 erneuert, Giebel 18. Jahrhundert                                                                                       | D-7-79-194-229 | weitere Bilder          |
| Löpsinger Straße 6 (Standort)  | Wohn- und Geschäftshaus                   | Zweigeschossiger Fachwerkbau mit Satteldach, in Ecklage, Erdgeschoss verputzt, Giebel zweifach vorkragend, Mitte 16. Jahrhundert | D-7-79-194-230 | weitere Bilder          |
| Löpsinger Straße 7 (Standort)  | Haustür                                   | Mit floralem Schnitzdekor, Holz, 1860–70 | D-7-79-194-231 | weitere Bilder          |
| Löpsinger Straße 7 (Standort)  | Ladenstock                                | Mit ornamentierten Pilastern, Holz, Ende 19. Jahrhundert, vom Vorgängerbau übernommen | D-7-79-194-231 | weitere Bilder          |
| Löpsinger Straße 8 (Standort)  | Ehemaliges Gasthaus Goldenes Rad          | Zweigeschossiger und verputzter Fachwerkbau, in giebelständiger Lage, mit vorkragendem Giebel und erdgeschossiger Putzrustika, bezeichnet „1571“ Ausleger, Schmiedeeisen, frühes 17. Jahrhundert                                                                | D-7-79-194-232 | weitere Bilder          |
| Löpsinger Straße 9 (Standort)  | Ehemalige Bäckerei                        | Zweigeschossiger giebelständiger Fachwerkbau, Obergeschossfachwerk mit Zwillingsständern, um 1470 (dendrochronologisch datiert), südlicher Gebäudeteil um 1738 (dendrochronologisch datiert) erneuert                                                           | D-7-79-194-233 | weitere Bilder          |
| Löpsinger Straße 11 (Standort) | Wohn- und Geschäftshaus                   | Zweigeschossiger Giebelbau in Ecklage, im Kern spätes 15. Jahrhundert, später überformt | D-7-79-194-457 | weitere Bilder          |
| Löpsinger Straße 13 (Standort) | Wohn- und Geschäftshaus                   | Dreigeschossiger, überwiegend verputzter Fachwerkbau mit Satteldach und Zwerchgiebel, in Ecklage, im Kern um 1383 (dendrochronologisch datiert), Umbau mit westlichem Fachwerkgiebel 18. Jahrhundert, Haustür um 1800                                           | D-7-79-194-234 | weitere Bilder          |
| Löpsinger Straße 15 (Standort) | Ehemaliges Bürgerhaus                     | Zweigeschossiger giebelständiger Fachwerkbau mit zweifach vorkragendem Giebel, verputzt, im Kern um 1500 | D-7-79-194-235 | weitere Bilder          |
| Löpsinger Straße 21 (Standort) | Ehemaliger Gasthof                        | Dreigeschossiger Eckbau mit hohem Satteldach und verputztem Fachwerkgiebel im Norden, im Kern um 1500, Fassadengestaltung der Neurenaissance mit Stuck- und Gesimsgliederung, Haustafel bezeichnet „1668“                                                       | D-7-79-194-236 | weitere Bilder          |
| Löpsinger Straße 24 (Standort) | Wohnhaus                                  | Zweigeschossiger und verputzter Fachwerkbau mit Giebeldach, nordöstliche Durchfahrt in offenem Fachwerk, zweite Hälfte 17. Jahrhundert, Fassadengestaltung mit Putzrustika, Mitte 19. Jahrhundert                                                               | D-7-79-194-238 | weitere Bilder          |
| Löpsinger Straße 26 (Standort) | Ehemaliges Gasthaus                       | Zweigeschossiger Satteldachbau mit geschwungenem Treppengiebel und Giebelohren, im Kern Ende 17. Jahrhundert | D-7-79-194-239 | weitere Bilder          |
| Löpsinger Straße 27 (Standort) | Wohnhaus                                  | Zweigeschossiger Giebelbau mit gequaderter Rauputzfassade, Flacherker und stichbogigem Gewändeöffnungen, 1841, Fassadenerneuerung, Giebelaufsatz bezeichnet „1864“                                                                                              | D-7-79-194-240 | weitere Bilder          |
| Löpsinger Straße 32 (Standort) | Wohnhaus                                  | Zweigeschossiger Eckbau mit Schweifgiebel der Spätrenaissance, Obergeschoss mit kannelierten Ecksäulen, im Kern 15. Jahrhundert, Fassadengestaltung erstes Viertel 17. Jahrhundert                                                                              | D-7-79-194-241 | weitere Bilder          |
| Löpsinger Straße 33 (Standort) | Bäckerei                                  | Dreigeschossiger Giebelbau, mit Gesimsgliederung und Eckpilastern, Fenster mit Stuckrahmung, im Kern wohl 16. Jahrhundert, 1885 Fassadenerneuerung | D-7-79-194-242 | weitere Bilder          |
| Löpsinger Straße 34 (Standort) | Wohnhaus                                  | Zweigeschossiger Eckbau mit geschwungenem Treppengiebel, mit Gurtgesimsen und Pilastergliederung, spätes 17. Jahrhundert | D-7-79-194-243 | weitere Bilder          |
| Löpsinger Straße 36 (Standort) | Wohnhaus                                  | Zweigeschossiger Satteldachbau mit abgetrepptem Schweifgiebel, in Ecklage, spätes 17. Jahrhundert | D-7-79-194-244 | weitere Bilder          |
| Löpsinger Straße 40 (Standort) | Ehemaliges Gasthaus                       | Zweigeschossiger Satteldachbau mit Schweifgiebel und reicher Pilaster- und Gesimsgliederung, Obergeschoss von übereckgestellten Pilastern flankiert, frühes 17. Jahrhundert, im Kern frühes 15. Jahrhundert                                                     | D-7-79-194-245 | weitere Bilder          |
| Löpsinger Straße 41 (Standort) | Haustür                                   | Mit spätklassizistischem Schnitzdekor, Holz, um 1810 | D-7-79-194-246 | weitere Bilder          |
| Löpsinger Straße 42 (Standort) | Wohnhaus                                  | Zweigeschossiger Satteldachbau mit horizontal gegliedertem Schweifgiebel, barockes Eingangsportal mit geohrter Faschung und Sprenggiebel, drittes Viertel 17. Jahrhundert                                                                                       | D-7-79-194-247 | weitere Bilder          |
| Löpsinger Straße 43 (Standort) | Ehem. Handwerkerhaus                      | Zweigeschossiger und verputzter Fachwerkbau mit Satteldach und vierfach vorkragender Giebelseite, zweite Hälfte 15. Jahrhundert | D-7-79-194-248 | weitere Bilder          |
| Löpsinger Straße 45 (Standort) | Ehemaliges Bürgerhaus                     | Zweigeschossiger verputzter Fachwerkbau mit Satteldach, einhüftiger Giebel mit zweifacher Auskragung, im Kern Mitte 16. Jahrhundert | D-7-79-194-249 | weitere Bilder          |
| Löpsinger Straße 45 (Standort) | Stadel                                    | Eingeschossiger Satteldachbau mit Fachwerk-Kniestock, 18. Jahrhundert | D-7-79-194-249 | Stadel                  |
| Luckengasse 1 (Standort)       | Wohnhaus                                  | Schmaler zweigeschossiger giebelständiger Satteldachbau mit geschweiftem Giebel, um 1700, rückwärtig giebelständiger verputzter Fachwerkständerbau mit Satteldach, um 1600                                                                                      | D-7-79-194-250 | weitere Bilder          |
| Luckengasse 5 (Standort)       | Fachwerkhaus                              | Stattlicher Satteldachbau in Ecklage, 2. Obergeschoss und Giebel vorkragend, um 1478, mehrfach verändert, 1974 tiefgreifend instand gesetzt | D-7-79-194-251 | weitere Bilder          |
| Luckengasse 7 (Standort)       | Fachwerkhaus                              | Zweigeschossiger giebelständiger Satteldachbau, giebelseitig verputzt, dreifach vorkragend, letztes Viertel 15. Jahrhundert, umfassend modernisiert | D-7-79-194-252 | weitere Bilder          |
| Luckengasse 8 (Standort)       | Fachwerkhaus                              | Dreigeschossiger Satteldachbau in Ecklage, im Kern um 1443 (dendrochronologisch datiert), rückwärts Fachwerk mit langen Kopfstreben, Giebel 18. Jahrhundert | D-7-79-194-253 | weitere Bilder          |
| Luckengasse 10 (Standort)      | Ehemaliges Handwerkerhaus, jetzt Wohnhaus | Dreigeschossiger traufständiger Satteldachbau, oberstes Geschoss in Fachwerk, vorkragend, seitlich offener Laubengang, im Kern 1416 (dendrochronologisch datiert), später verändert                                                                             | D-7-79-194-254 | weitere Bilder          |
| Luckengasse 13 (Standort)      | Ehemaliges Ackerbürgerhaus                | Zweigeschossiger traufständiger Satteldachbau mit Fachwerkgiebel, 1522 (dendrochronologisch datiert) | D-7-79-194-256 | weitere Bilder          |
| Luckengasse 15 (Standort)      | Gasthaus                                  | Zweigeschossiger Fachwerkständerbau, Giebelseite mit vorkragendem Obergeschoss zur Herrengasse, im Kern um 1470/80 | D-7-79-194-257 | weitere Bilder          |
| Luckengasse 22 (Standort)      | Ehemaliges Luckenbäckhaus                 | Zweigeschossiger giebelständiger und verputzter Fachwerkständerbau, teils versteinert, mit Satteldach, im 1. Obergeschoss offene Eckstiele, bezeichnet „1726“                                                                                                   | D-7-79-194-258 | weitere Bilder          |
| Luckengasse 24 (Standort)      | Fachwerkhaus                              | Dreigeschossiger verputzter giebelständiger Satteldachbau, Giebel dreifach vorkragend, letztes Drittel 15. Jahrhundert | D-7-79-194-259 | weitere Bilder          |
| Luckengasse 26 (Standort)      | Bürgerhaus                                | Zweigeschossiger Fachwerkständerbau mit Satteldach in Ecklage, mit reichem Wellengiebel, im Kern um 1396 (dendrochronologisch datiert), Fassade um 1700 | D-7-79-194-260 | weitere Bilder          |

#### M
| Lage                                                     | Objekt                                                                            | Beschreibung | Akten-Nr.      | Bild                      |
| -------------------------------------------------------- | --------------------------------------------------------------------------------- | --- | -------------- | ------------------------- |
| Manggasse 1 (Standort)                                   | Ehemaliger Stadel                                                                 | Eingeschossiger und verputzter Schweifgiebelbau, mit Kranausleger und Aufzugsluken, um 1700 | D-7-79-194-261 | Ehemaliger Stadel         |
| Manggasse 3 (Standort)                                   | Öffentlicher Handwerksbau                                                         | Sogenannter Stadtmang, zweigeschossiger Satteldachbau, mit segmentbogiger Ladeluke und geschwungenem Treppengiebel mit unterbrochener Gesimsgliederung, im Kern um 1500, Umbau mit Ziergiebel um 1700 | D-7-79-194-262 | Öffentlicher Handwerksbau |
| Manggasse 4 (Standort)                                   | Wohn- und Geschäftshaus                                                           | Zweigeschossiger und verputzter Giebelbau, mit Gesimsgliederung und Giebelspitze, 1889 | D-7-79-194-263 | Wohn- und Geschäftshaus   |
| Manggasse 6 (Standort)                                   | Wohnhaus                                                                          | Zweigeschossiger Satteldachbau, mit vorkragendem Zierfachwerkgiebel, nach 1648 | D-7-79-194-264 | Wohnhaus                  |
| Manggasse 10 (Standort)                                  | Kleinhaus                                                                         | Satteldachbau abgetrepptem Schweifgiebel, Ende 17. Jahrhundert | D-7-79-194-265 | Kleinhaus                 |
| Marienhöhe (Standort)                                    | Pumpenhaus des Hochreservoirs                                                     | Würfelförmiger Bau in Formen der Neugotik, mit Zinnenkranz, bezeichnet „1896“ | D-7-79-194-266 | weitere Bilder            |
| Marienhöhe 5 (Standort)                                  | Sommerkeller, sogenannter Rotochsenkeller                                         | Erdgeschossiger Satteldachbau mit reichem Fachwerk, 1882 errichtet, später verändert, zugehörig vier tonnengewölbte Keller in zwei Geschossen, 1855 angelegt und 1863 erweitert | D-7-79-194-485 | BW                        |
| Marktplatz 1 (Standort)                                  | Rathaus                                                                           | Freistehender dreigeschossiger Satteldachbau, im 14. Jahrhundert erbaut, 1499/1500 erhöht, Erker und sogenannter Schatzturm mit Haubendach im Westen 1509, geschweifte Treppengiebel 1563, sogenannte Waldberger´sche Freitreppe mit kannelierten Rundstützen und Rundbogenportal 1618                                   | D-7-79-194-267 | weitere Bilder            |
| Marktplatz 2 (Standort)                                  | Ehemalige Alte Waage und reichstädtische Kanzlei, zwischen 1851 und 1873 Leihhaus | Dreigeschossiger traufständiger Satteldachbau, zweites Obergeschoss in verputztem Fachwerk, ehemaliges Natursteinportal bezeichnet „1522“ | D-7-79-194-268 | weitere Bilder            |
| Marktplatz 3 (Standort)                                  | Hotel Sonne                                                                       | Dreigeschossiger Eckbau mit Walmdach, Zwerchgiebel und zweiarmiger Freitreppe, Obergeschoss leicht vorkragend, im Kern um 1400, 1785 umgestaltet | D-7-79-194-269 | weitere Bilder            |
| Marktplatz 4 (Standort)                                  | Ehemaliges Bürgerhaus                                                             | Viergeschossiger Eckbau mit Satteldach und Schweifgiebel, verputzter Fachwerkbau, traufseitiges Zwerchhaus, Obergeschosse zum Teil vorkragend, im Kern um 1419 (dendrochronologisch datiert), barocke Umgestaltung mit Schweifgiebel 17. Jahrhundert                                                                     | D-7-79-194-270 | weitere Bilder            |
| Marktplatz 6 (Standort)                                  | Wohn- und Geschäftshaus                                                           | Dreigeschossiger, traufständiger und verputzter Fachwerkbau mit Satteldach, vierfache Giebelauskragung mit Knaggen, um 1500 | D-7-79-194-271 | weitere Bilder            |
| Marktplatz 8 (Standort)                                  | Wohn- und Geschäftshaus                                                           | Dreigeschossiger Giebelbau, mit auskragendem und verputztem Fachwerkobergeschoss, im Kern letztes Viertel 15. Jahrhundert | D-7-79-194-272 | weitere Bilder            |
| Marktplatz 9 (Standort)                                  | Wohn- und Geschäftshaus                                                           | Dreigeschossiger giebelständiger Eckbau, verputztes Fachwerk, zweites Obergeschoss auskragend, im Kern spätes 15. Jahrhundert, Putzgliederung zweites Viertel 19. Jahrhundert | D-7-79-194-273 | weitere Bilder            |
| Marktplatz (Standort)                                    | Kriegerbrunnen für die Gefallenen im Deutsch-Französischen Krieg von 1870/71      | Oktogonales Brunnenbecken mit dreiteiligem Brunnenstock, mit Bronzefiguren und Inschriftentafeln, bekrönt von Spitzkegel und Adler, in romanisierenden Jugendstilformen, Sandstein, Georg Wrba, 1902 | D-7-79-194-341 | weitere Bilder            |
| Marktplatz 10 (Standort)                                 | Evangelisch-lutherische Stadtpfarrkirche St. Georg                                | Weiträumiges dreischiffiges Langhaus, langgestreckter, wenig eingezogener dreischiffiger Chor, beherrschender Westturm, erbaut nach einheitlichem Plan 1427/1519; mit Ausstattung | D-7-79-194-274 | weitere Bilder            |
| Marktplatz 13/14 (Standort)                              | Ehemalige Fleischbank                                                             | Dreigeschossiger Eckbau mit Walmdach und Zwerchhaus, westlich firstgedrehter Satteldachanbau, Fachwerk mit massivem Sockelgeschoss, im Kern 1398, in der zweiten Hälfte des 15. Jahrhunderts und im 18. Jahrhundert umgebaut                                                                                             | D-7-79-194-275 | weitere Bilder            |
| Marktplatz 15 (Standort)                                 | Ehemaliges Tanzhaus mit Brothaus, jetzt städtisches Verwaltungsgebäude            | Dreigeschossiger Eckbau mit Satteldach und massiven Untergeschossen, dreifach vorkragender Giebel und drittes Obergeschoss in Fachwerk, zweites Obergeschoss mit spätgotischer Friesmalerei, um 1443 (dendrochronologisch datiert), Umbau 1829/30                                                                        | D-7-79-194-276 | weitere Bilder            |
| Marktplatz 15; über dem östlichen Hauptportal (Standort) | Hausfigur Kaiser Maximilian                                                       | Standbild mit Drachenkonsole und spätgotischem Baldachin, Stein, farbig gefasst, Inschriftentafel bezeichnet „1513“ | D-7-79-194-276 | weitere Bilder            |
| Marktplatz 16 (Standort)                                 | Ehemaliges Lagerhaus, sogenanntes Hohes Haus                                      | Schmaler, sechsgeschossiger Fachwerkbau mit dreigeschossigem Giebel und massivem Erdgeschoss, verputzt, Obergeschosse zum Teil vorkragend, rückseitiges Obergeschoss mit Holzverkleidung und Flacherker, um 1398 (dendrochronologisch datiert), Putzgliederung mit Eckrustika erste Hälfte 17. Jahrhundert               | D-7-79-194-277 | weitere Bilder            |
| Marktplatz 16 (Standort)                                 | Haustür                                                                           | Zweiflügelig, mit Oberlicht und floralem Schnitzdekor, Holz, um 1700 | D-7-79-194-277 | Haustür                   |
| Marktplatz 16 (Standort)                                 | Rückgebäude                                                                       | Dreigeschossiger Fachwerkbau mit Satteldach, über massivem Erdgeschoss, um 1469 (dendrochronologisch datiert) | D-7-79-194-277 | Rückgebäude               |
| Marktplatz 17 (Standort)                                 | Wohn- und Geschäftshaus                                                           | Viergeschossiger Traufseitbau mit einseitigem Schopf und vorkragenden Obergeschossen, um 1419 (dendrochronologisch datiert) | D-7-79-194-278 | weitere Bilder            |
| Marktplatz 18 (Standort)                                 | Wohn- und Geschäftshaus                                                           | Zweigeschossiger giebelständiger Fachwerkbau, zum Teil verputzt, Giebelgeschosse leicht vorkragend, Mitte 17. Jahrhundert | D-7-79-194-279 | weitere Bilder            |
| Marktplatz 19 (Standort)                                 | Stadtapotheke zum Engel                                                           | Dreigeschossiger Fachwerkbau mit giebelständigem Satteldach und rückwärtigem Schopf, mit massivem Erdgeschoss und sechsfach vorkragender Giebelseite, 1513 | D-7-79-194-280 | weitere Bilder            |
| Marktplatz 20 (Standort)                                 | Wohn- und Geschäftshaus                                                           | Giebelständiger dreigeschossiger Fachwerkbau, verputzt, Giebel und erstes Obergeschoss auskragend | D-7-79-194-281 | weitere Bilder            |
| Marktplatz 20 (Standort)                                 | Rückgebäude                                                                       | Firstgedrehter dreigeschossiger Fachwerkbau mit Schopfwalm, verputzt, Giebel und zweites Obergeschoss auskragend; 1402 (dendrochronologisch datiert) | D-7-79-194-281 | weitere Bilder            |
| Marktplatz 21 (Standort)                                 | Wohn- und Geschäftshaus                                                           | Giebelständiger viergeschossiger Fachwerkbau, mit vorkragenden Obergeschossen, gewundene Säule am Eckstiel bezeichnet 1501, 1501/1502 (dendrochronologisch datiert), Südgiebel zweite Hälfte 17. Jahrhundert, verändert um 1700/01 (dendrochronologisch datiert)                                                         | D-7-79-194-282 | weitere Bilder            |
| Mittlere Gerbergasse 2 (Standort)                        | Ehemaliges Gerberhaus                                                             | Dreigeschossiger, einhüftiger Satteldachbau mit firstgedrehter viergeschossiger Widerkehr im Westen, Fachwerkbau über zwei massiven Sockelgeschossen, mit ein- und zweigeschossigen Trockenböden in Ständerbohlenbauweise, 1585 (dendrochronologisch datiert), 1980–82 durchgreifend erneuert                            | D-7-79-194-283 | weitere Bilder            |
| Mittlere Gerbergasse 5 (Standort)                        | Haustür                                                                           | Spätklassizistisch, Holz, um 1800 | D-7-79-194-284 | weitere Bilder            |
| Mühlgasse 1 (Standort)                                   | Wohnhaus                                                                          | Schmaler zweigeschossiger Giebelbau, mit Kranausleger, im Kern wohl spätmittelalterlich | D-7-79-194-473 | weitere Bilder            |
| Mühlgasse 3 (Standort)                                   | Ehemaliges Gasthaus Zum Goldenen Hirsch                                           | Dreigeschossiger giebelständiger Fachwerkbau, Zierfachwerkfiguren mit Mannmotiv, Gitterwerk und geschweiften Andreaskreuzen, Eckstiele und Rähm mit Ornamentschnitzerei, rustiziertes Holzportal bezeichnet „1656“ | D-7-79-194-285 | weitere Bilder            |
| Mühlgasse 3 (Standort)                                   | Ausleger                                                                          | Schmiedeeisen, wohl um 1654 | D-7-79-194-285 | weitere Bilder            |
| Mühlgasse 4 (Standort)                                   | Ehemaliges Handwerkerhaus                                                         | Zweigeschossiger Satteldachbau aus verputztem Ziegelmauerwerk, mit Fachwerkgiebeln und rückseitigem Fachwerkobergeschoss, um 1600 | D-7-79-194-286 | weitere Bilder            |
| Mühlgasse 6 (Standort)                                   | Ehemaliges Gasthaus zur Bretzge                                                   | Eingeschossiger verputzter Fachwerkbau mit Satteldach und vorkragendem Giebelgeschoss, in Ecklage, im Kern um 1500, später mehrfach verändert | D-7-79-194-287 | weitere Bilder            |
| Mühlgasse 8 (Standort)                                   | Ehemaliger Handwerksbau                                                           | Dreigeschossiger Giebelbau über hohem Kellergeschoss, mit vorkragendem und teils verputztem zweiten Fachwerkobergeschoss, südwestlich verschalter Fachwerkgiebel, im Kern um 1374 (dendrochronologisch datiert), nördlich verlängert, Hausteinportal bezeichnet „1578“, Umbau und Südgiebel erste Hälfte 18. Jahrhundert | D-7-79-194-288 | weitere Bilder            |
| Mühlgasse 9 (Standort)                                   | Wohnhaus                                                                          | Zweigeschossiger verputzter Fachwerkbau mit Satteldach, in Ecklage, mit auskragendem Giebel, im Kern Ende 15. Jahrhundert | D-7-79-194-289 | weitere Bilder            |
| Mühlgasse 11 (Standort)                                  | Wohnhaus                                                                          | Zweigeschossiger Fachwerkbau mit Satteldach und massivem Erdgeschoss, in Ecklage, Giebel dreifach über Knaggen vorkragend, Nordwestgiebel mit Holzverschalung, um 1475 (dendrochronologisch datiert) | D-7-79-194-290 | weitere Bilder            |
| Mühlgasse 14 (Standort)                                  | Wohnhaus                                                                          | Zweigeschossiger giebelständiger Fachwerkbau, überwiegend verputzt, Giebel zweifach vorkragend, im Kern um 1475, nordwestlich erweitert um 1700 | D-7-79-194-291 | weitere Bilder            |
| Mühlgasse 17 (Standort)                                  | Ehemaliges Handwerkerhaus                                                         | Traufständiger zweigeschossiger Satteldachbau, zweites Obergeschoss in Fachwerk und auskragend, verputzt, im Kern um 1600 | D-7-79-194-292 | weitere Bilder            |
| Münzgasse 6 (Standort)                                   | Kleinhaus                                                                         | Zweigeschossiger giebelständiger und verputzter Fachwerkständerbau mit Satteldach und vorkragendem Obergeschoss, frühes 18. Jahrhundert | D-7-79-194-293 | Kleinhaus                 |
| Münzgasse 14 (Standort)                                  | Ehemaliges Ackerbürgerhaus                                                        | Zweigeschossiger Fachwerkbau mit giebelständigem Satteldach, dreifach vorkragend, spätes 15. Jahrhundert | D-7-79-194-294 | weitere Bilder            |
| Münzgasse 18 (Standort)                                  | Wohnhaus                                                                          | Zweigeschossiger Satteldachbau in Ecklage mit Wellengiebel und erkerbesetztem Quergiebel mit Mansarddach, in Formen des Jugendstils, 1909 | D-7-79-194-474 | weitere Bilder            |
| Münzgasse 21 (Standort)                                  | Ehemaliges Ackerbürgerhaus                                                        | Zweigeschossiger giebelständiger Fachwerkbau mit massivem Erdgeschoss, mit Bretterlaube und rundbogigem Hausteinportal, spätes 16. Jahrhundert, Zwerchhausgiebel und Erneuerung des Fachwerkgiebels frühes 18. Jahrhundert                                                                                               | D-7-79-194-295 | weitere Bilder            |

#### N
| Lage                                                      | Objekt                                              | Beschreibung | Akten-Nr.                | Bild                                                |
| --------------------------------------------------------- | --------------------------------------------------- | --- | ------------------------ | --------------------------------------------------- |
| Neubaugasse 5 a (Standort)                                | Ehemaliger Klosterhof, sogenanntes Christgartenhaus | Zweigeschossiger Satteldachbau aus zwei unterschiedlich breiten Hausteilen, im Kern spätmittelalterlicher Massivbau, Obergeschoss 1527 durch Georg von Krauthausen und Ulrich Appenberger erneuert                           | D-7-79-194-296           | Ehemaliger Klosterhof, sogenanntes Christgartenhaus |
| Neubaugasse 7 (Standort)                                  | Wohnhaus                                            | Zweigeschossiger giebelständiger Satteldachbau, im Kern spätes 15. Jahrhundert, Fassade mit Schweifgiebel, um 1700; heute Teil der C.H. Beckschen Druckerei, siehe Bergerstraße 3                                            | D-7-79-194-297           | weitere Bilder                                      |
| Neubaugasse 9 (Standort)                                  | Stadel                                              | Stattlicher Massivbau mit hohem Halbwalmdach, um 1500, urspr. wohl zum Heilsbronner Hof gehörig, siehe: Neubaugasse 13: heute Teil der C.H.Beckschen Druckerei, siehe: Bergerstraße 3                                        | D-7-79-194-298           | weitere Bilder                                      |
| Neubaugasse 11 (Standort)                                 | Ehemaliges Wohnhaus                                 | Satteldachbau mit Zwerchgiebel, im Kern um 1600, nachhaltig umgebaut um 1900, jetzt Teil der C.H. Beckschen Druckerei, siehe Bergerstraße 3                                                                                  | D-7-79-194-300           | weitere Bilder                                      |
| Neubaugasse 13 (Standort)                                 | Ehemaliges Heilsbronner Kastenhaus                  | Zweigeschossiger Satteldachbau mit Rundbogentor, im Kern 1. Hälfte 15. Jahrhundert, in der 2. Hälfte des 17. Jahrhunderts erneuert, später mehrfach verändert, jetzt Teil der C.H. Beckschen Druckerei, siehe Bergerstraße 3 | D-7-79-194-300           | Ehemaliges Heilsbronner Kastenhaus                  |
| Nonnengasse 7 (Standort)                                  | Kleinhaus                                           | Zweigeschossiger massiver Satteldachbau mit Fachwerkgiebel, frühes 18. Jahrhundert, später verändert | D-7-79-194-301           | weitere Bilder                                      |
| Nürnberger Straße 2 (Standort)                            | Wohnhaus                                            | Zweigeschossiger Walmdachbau in Ecklage mit Mezzaningeschoss und Fassadengliederung, 1882 | D-7-79-194-529           | weitere Bilder                                      |
| Nürnberger Straße 2 (Standort)                            | Waschhaus und Holzlege                              | Lang gestreckter ebenerdiger Satteldachbau, wohl zeitgleich mit Wohnhaus | D-7-79-194-529 zugehörig | BW                                                  |
| Nürnberger Straße 33–49 (ungerade Hausnummern) (Standort) | Wohnanlage                                          | Offene Dreiflügelanlage aus jeweils dreifach unterteilten Trakten: zweigeschossige Satteldachbauten mit Zwerchhäusern und Gauben, in versachlichten Heimatstil-Formen, um 1929/30                                            | D-7-79-194-302           | Wohnanlage                                          |

#### O
| Lage                             | Objekt                                 | Beschreibung | Akten-Nr.      | Bild                            |
| -------------------------------- | -------------------------------------- | --- | -------------- | ------------------------------- |
| Obstmarkt 2 (Standort)           | Ehemalige Hauptwache                   | Erdgeschossiger und verputzter Walmdachbau, freistehend, Johann Sophonias Brechenmacher, 1810                                                                 | D-7-79-194-303 | weitere Bilder                  |
| Oskar-Mayer-Straße 1 (Standort)  | Wohnhaus                               | Zweigeschossiger Massivbau mit Mezzanin, Flachwalmdach und Lisenengliederung, Mittelachsen unter flachen Dreiecksgiebeln, zum Teil Stichbogenfenster, um 1880 | D-7-79-194-304 | weitere Bilder                  |
| Oskar-Mayer-Straße 10 (Standort) | Ehemalige Poststation, ab 1721 Gasthof | Stattlicher breitgelagerter zweigeschossiger Walmdachbau, Erdgeschoss massiv, Obergeschoss Fachwerk verputzt, 1709                                            | D-7-79-194-305 | weitere Bilder                  |
| Oskar-Mayer-Straße 17 (Standort) | Wohnhaus                               | Zweigeschossiger Massivbau mit Schopfwalmdach und Erkern, 1908                                                                                                | D-7-79-194-483 | weitere Bilder                  |
| Oskar-Mayer-Straße 30 (Standort) | Diakonissenstift                       | Erdgeschossiger Mansarddachbau mit Flacherker und Zwerchhaus sowie Anbau an der Westseite, 1912/13                                                            | D-7-79-194-481 | Diakonissenstift                |
| Oskar-Mayer-Straße 51 (Standort) | Ehemalige Landwirtschaftsschule        | Zweigeschossiger Walmdachbau mit erdgeschossiger nordöstlicher Erweiterung, 1926 von Theodor Fischer                                                          | D-7-79-194-482 | Ehemalige Landwirtschaftsschule |

#### P
| Lage                                   | Objekt                                                             | Beschreibung | Akten-Nr.                | Bild           |
| -------------------------------------- | ------------------------------------------------------------------ | --- | ------------------------ | -------------- |
| Paradiesgasse 1 (Standort)             | Ehemaliges Bürgerhaus                                              | Viergeschossiger, giebelständiger und verputzter Fachwerkbau, in Ecklage, mit vierfach vorkragender Giebelseite, um 1425 (dendrochronologisch datiert) | D-7-79-194-306           | weitere Bilder |
| Paradiesgasse 2 (Standort)             | Ehemaliges Bürgerhaus                                              | Giebelständiger, dreigeschossiger Fachwerkbau, verputzt, mit auskragenden Ober- und Giebelgeschossen, im Kern spätmittelalterlich, in der zweiten Hälfte des 17. Jahrhunderts erneuert | D-7-79-194-307           | weitere Bilder |
| Paradiesgasse 4 a, 4 b; 4 c (Standort) | Wohnhaus                                                           | Dreigeschossiger Fachwerkbau mit Satteldach und massivem Erdgeschoss, in Ecklage, mit profilierten Knaggen, Geschosse trauf- und giebelseitig vorkragend, um 1352 (dendrochronologisch datiert)                                                                                                  | D-7-79-194-308           | weitere Bilder |
| Pfarrgasse 1 (Standort)                | Ehemaliges Pfarrhaus                                               | Dreigeschossiger Eckbau mit Satteldach und Treppengiebel mit S-förmigen Voluten, Rundbogenportal mit Suevitgewände, Oberlicht mit nachgotischem Fischblasenornament, Ende 16. Jahrhundert, im Kern letztes Viertel 15. Jahrhundert                                                               | D-7-79-194-309           | weitere Bilder |
| Pfarrgasse 2 (Standort)                | Wohnhaus                                                           | Zweigeschossiger Eckbau mit Satteldach, vorkragendem Fachwerkobergeschoss und -giebel, Hausteinportal mit Pilastern, um 1647 (dendrochronologisch datiert) | D-7-79-194-310           | weitere Bilder |
| Pfarrgasse 3 (Standort)                | Wohnhaus                                                           | Dreigeschossiger Eckbau mit Schweifgiebel und Schwalbenschwanzzinnen, um 1578, Kernbau ehemalige Kapelle um 1485 (dendrochronologisch datiert) | D-7-79-194-311           | weitere Bilder |
| Pfarrgasse 3 (Standort)                | Ölberg                                                             | Kleines Sandsteinrelief, 1420–30 in die nördliche Fassade eingelassen | D-7-79-194-311           | weitere Bilder |
| Pfarrgasse 5 (Standort)                | Ehemalige Superintendentur, jetzt evangelisch-lutherisches Dekanat | Dreigeschossiger Walmdachbau über rechtwinkligem Grundriss, vorkragende und teils verputzte Fachwerkobergeschosse, Erdgeschoss nach Norden in Arkaden geöffnet, im Kern spätes 15. Jahrhundert, erneuert 1686; Eingangstür, zweiflügelig und mit Oberlicht, Holz, klassizistisch, um 1790        | D-7-79-194-313           | weitere Bilder |
| Polizeigasse 1 (Standort)              | Wohnhaus                                                           | Dreigeschossiger giebelständiger Satteldachbau mit abgetrepptem, geschwungenem Giebel, zum Hof Fachwerkgiebel, im Kern spätes 15. Jahrhundert, Giebelfassade um 1629; modern nachhaltig verändert                                                                                                | D-7-79-194-314           | weitere Bilder |
| Polizeigasse 2 (Standort)              | Ehemals Bürgerhaus, jetzt Wohn- und Geschäftshaus                  | Dreigeschossiger, giebelständiger Satteldachbau, über versteinertem Erdgeschoss die Obergeschosse in Fachwerkständerbauweise, im Kern 1421 (dendro.dat.), unter teilweiser Einbeziehung einer älteren Kelleranlage, wohl noch frühes 14. Jh., straßenseitiger Vorschussgiebel, 2. Hälfte 19. Jh. | D-7-79-194-795           | weitere Bilder |
| Polizeigasse 3 (Standort)              | Wohn- und Geschäftshaus                                            | Zweigeschossiger giebelständiger Satteldachbau, Blankziegelfassade mit Hausteinelementen, Flacherker und reich gegliedertem Volutengiebel, von Carl Heuchel, 1895 | D-7-79-194-315           | weitere Bilder |
| Polizeigasse 4 (Standort)              | Ehemaliges Gasthaus, heute Wohn- und Geschäftshaus                 | Viergeschossiger traufständiger Satteldachbau mit vorkragenden Obergeschossen in Fachwerkständerbauweise, wohl 2. Hälfte 17. Jahrhundert, später verändert | D-7-79-194-316           | weitere Bilder |
| Polizeigasse 5 (Standort)              | Wohnhaus                                                           | Dreigeschossiger giebelständiger Satteldachbau, 2. Hälfte 17. Jahrhundert, Fassade erneuert | D-7-79-194-471           | weitere Bilder |
| Polizeigasse 7 (Standort)              | Einhornapotheke, ehemaliges Gasthaus                               | Breitgelagerter dreigeschossiger giebelständiger Satteldachbau bau, Erdgeschoss massiv, Obergeschosse zum Teil verputztes Fachwerk mit Vorkragungen, Erdgeschoss wohl noch spätes 16. Jahrhundert, Obergeschosse 1667                                                                            | D-7-79-194-317           | weitere Bilder |
| Polizeigasse 11 (Standort)             | Bürgerhaus                                                         | Zweigeschossiger giebelständiger Fachwerkständerbau mit Satteldach, Erdgeschoss heute massiv, spätgotisch, um 1475 (dendrochronologisch datiert), Fassade barockzeitlich verputzt | D-7-79-194-458           | weitere Bilder |
| Polizeigasse 12 (Standort)             | Bürgerhaus                                                         | Großzügige dreigeschossige Dreiflügelanlage mit Walm- und Satteldächern, im Kern spätmittelalterlich, um 1420 (dendrochronologisch datiert), verändert Mitte 18. Jahrhundert | D-7-79-194-318           | weitere Bilder |
| Polizeigasse 18 (Standort)             | Wohnhaus                                                           | Stattlicher giebelständiger zweigeschossiger Satteldachbau mit barockem Volutengiebel mit Gesimsgliederung, um 1712 (dendrochronologisch datiert) | D-7-79-194-319           | weitere Bilder |
| Luckengasse 3 (Standort)               | Rückgebäude                                                        | Traufständiger Fachwerkständerbau mit Satteldach und vorkragendem Giebel, um 1500 | D-7-79-194-319 zugehörig | weitere Bilder |
| Polizeigasse 20 (Standort)             | Ehemaliges Kaufmanns- und Bürgerhaus, sogenanntes Mötzelsches Haus | Stattlicher zweigeschossiger giebelständiger Fachwerkständerbau mit Satteldach, Erdgeschoss heute massiv, Obergeschoss vorkragend, ursprünglicher Bau um 1370 (dendrochronologisch datiert), im 17. Jahrhundert umgebaut und erneuert, 1979 und 1995 durchgreifend renoviert                     | D-7-79-194-320           | weitere Bilder |
| Polizeigasse 20, im Hof (Standort)     | Seitengebäude                                                      | Zweigeschossiger Satteldachbau mit Laubengang über massivem Erdgeschoss, 1586 mit Veränderungen von 1633 und 1642 (dendrochronologisch datiert) | D-7-79-194-320 zugehörig | weitere Bilder |
| Polizeigasse 20, rückwärtig (Standort) | Gartenmauer                                                        | Mit stichbogigen Nischen, wohl zeitgleich | D-7-79-194-320 zugehörig | weitere Bilder |
| Polizeigasse 22 (Standort)             | Ehemaliges Weinhaus zur Kanne                                      | Zweigeschossiger giebelständiger Fachwerkständerbau mit mehrfach vorkragendem Giebel, Erdgeschoss massiv, im Kern 1396 (dendrochronologisch datiert), um 1470 zur heutigen Erscheinung umgebaut, Inneres weitgehend überformt                                                                    | D-7-79-194-321           | weitere Bilder |
| Postgasse 1 (Standort)                 | Wohnhaus                                                           | Zweigeschossiger giebelständiger Satteldachbau mit zweifach vorkragendem, verputztem Fachwerkgiebel, im Kern um 1500 | D-7-79-194-322           | weitere Bilder |
| Postgasse 2 (Standort)                 | Wohnhaus                                                           | Satteldachbau, Obergeschoss und Giebel vorkragend, im Kern um 1305 (dendrochronologisch datiert), um 1466 (dendrochronologisch datiert) und später verändert | D-7-79-194-497           | weitere Bilder |

#### R
| Lage                            | Objekt                                                              | Beschreibung | Akten-Nr.                | Bild           |
| ------------------------------- | ------------------------------------------------------------------- | --- | ------------------------ | -------------- |
| Reimlinger Straße 5 (Standort)  | Wohn- und Geschäftshaus                                             | Zweigeschossiger Massivbau mit Mansarddach und Eckerker, 1925 | D-7-79-194-323           | weitere Bilder |
| Reimlinger Straße 6 (Standort)  | Wohnhaus                                                            | Zweigeschossiger giebelständiger Satteldachbau mit spätklassizistischer Fassadengliederung, von Albert Mehring, 1880 | D-7-79-194-324           | weitere Bilder |
| Reimlinger Straße 7 (Standort)  | Ehemaliges Deutschordenshaus, jetzt Polizeidienstgebäude            | Stattlicher zweigeschossiger giebelständiger Satteldachbau mit reicher Gliederung mit Lisenen, Fensterumrahmungen und geschweiftem Giebel mit Voluten und Segmentbogenschluss, 1715/16, von Franz Keller                                                                            | D-7-79-194-325           | weitere Bilder |
| Reimlinger Straße 8 (Standort)  | Wohnhaus                                                            | Dreigeschossiger giebelständiger Satteldachbau, massive Fassdenscheibe mit horizontal gegliedertem, getreppt eschwungenem Giebel, um 1700 | D-7-79-194-326           | weitere Bilder |
| Reimlinger Straße 9 (Standort)  | Wohn- und Geschäftshaus, ursprünglich zum Deutschordenshaus gehörig | Langgestreckter dreigeschossiger traufständiger, nach Osten abgewalmter Satteldachbau, mit flachem Mittelrisalit und zierlichen Pilastern, spätes 18. Jahrhundert | D-7-79-194-327           | weitere Bilder |
| Reimlinger Straße 10 (Standort) | Wohnhaus                                                            | Zweigeschossiger giebelständiger Satteldachbau mit einfacher Fassadengliederung, von Gustav Schurrer, 1887 | D-7-79-194-328           | weitere Bilder |
| Reimlinger Straße 12 (Standort) | Ehemaliges Gasthaus zum Goldenen Ochsen                             | Stattlicher dreigeschossiger giebelständiger Fachwerkständerbau mit massivem Erdgeschoss und vorkragenden Fachwerkobergeschossen, Erdgeschoss bezeichnet „1574“, Umbau und Obergeschosse 1658 (dendrochronologisch datiert), Dachtragwerk 1992 erneuert                             | D-7-79-194-329           | weitere Bilder |
| Reimlinger Straße 16 (Standort) | Wohnhaus                                                            | Zweigeschossiger giebelständiger Satteldachbau, im Kern wohl 18. Jahrhundert, Fachwerkgiebel und Dachtragwerk, 1925 | D-7-79-194-330           | weitere Bilder |
| Reimlinger Straße 18 (Standort) | Gasthaus Drei Mohren                                                | Zweigeschossiger Satteldachbau in Ecklage mit Eckpilastern und reich gegliedertem Volutengiebel, im Kern wohl frühes 18. Jahrhundert, 1771 (dendrochronologisch datiert) verändert                                                                                                  | D-7-79-194-331           | weitere Bilder |
| Reimlinger Straße 18 (Standort) | Fachwerkstadel                                                      | Mit Steilsatteldach, 1771 (dendrochronologisch datiert) | D-7-79-194-331 zugehörig | weitere Bilder |
| Reimlinger Straße 22 (Standort) | Wohnhaus                                                            | Zweigeschossiger giebelständiger Satteldachbau mit Fachwerkgiebel, um 1700 | D-7-79-194-332           | weitere Bilder |
| Rothahnengasse 1 (Standort)     | Wohnhaus                                                            | Doppelhaus, schmaler zweigeschossiger Fachwerkbau mit Satteldach, Giebelseite zweifach vorkragend, im Kern letztes Drittel 15. Jahrhundert, traufseitiger Abtritterker 18./19. Jahrhundert                                                                                          | D-7-79-194-333           | weitere Bilder |
| Rothahnengasse 2 (Standort)     | Wohnhaus                                                            | Giebelständiger zweigeschossiger Fachwerkbau mit massivem Erdgeschoss und vorkragendem Giebel, verputzt, im Kern frühes 15. Jahrhundert, erdgeschossiges Fenstergitter mit schmiedeeisernem Rankenwerk spätes 17. Jahrhundert, massive Erdgeschossunterfangung wohl 19. Jahrhundert | D-7-79-194-334           | weitere Bilder |
| Rothahnengasse 5 (Standort)     | Wohnhaus                                                            | Dreigeschossiger und verputzter Fachwerkbau mit Satteldach, Giebelseite zweifach vorkragend, um 1382 (dendrochronologisch datiert) | D-7-79-194-335           | weitere Bilder |
| Rübenmarkt 1 (Standort)         | Wohn- und Geschäftshaus                                             | Dreigeschossiger Eckbau mit Walmdach, Eckerker und verputztem Fachwerkobergeschoss, 1. Hälfte 17. Jahrhundert | D-7-79-194-336           | weitere Bilder |
| Rübenmarkt 1 (Standort)         | Stadel                                                              | Bis 1707 städtischer Sichelstadel, zweigeschossiger Fachwerkbau mit Schopfwalm, um 1473 | D-7-79-194-336 zugehörig | weitere Bilder |
| Rübenmarkt 2 (Standort)         | Wohn- und Geschäftshaus                                             | Dreigeschossiger giebelständiger Fachwerkbau, verputzt, zweifach vorkragend, im Kern letztes Viertel 15. Jahrhundert, Fassadenumgestaltung um 1725, erdgeschossiger Ladeneinbau im frühen 19. Jahrhundert                                                                           | D-7-79-194-337           | weitere Bilder |
| Rübenmarkt 3 (Standort)         | Wohn- und Geschäftshaus                                             | Dreigeschossiger und verputzter Fachwerkbau, mit dreifach vorkragender Giebelseite, im Kern spätes 15. Jahrhundert, später mehrfach verändert | D-7-79-194-338           | weitere Bilder |
| Rübenmarkt 5 (Standort)         | Wohn- und Geschäftshaus                                             | Zweigeschossiger Eckbau, reich gegliederter Neurenaissance-Giebel mit Gesims- und Pilastergliederung, Carl Heuchel, 1884 | D-7-79-194-339           | weitere Bilder |
| Rübenmarkt 6 (Standort)         | Ehemaliges Bürgerhaus                                               | Dreigeschossiger Massivbau, reich gegliederter Wellengiebel mit Blendstreben, Gurt- und Pilastergliederung, letztes Viertel 16. Jahrhundert, Ostgiebel in Fachwerk spätes 17. Jahrhundert                                                                                           | D-7-79-194-340           | weitere Bilder |

#### S
| Lage                                           | Objekt                                                                        | Beschreibung | Akten-Nr.                | Bild               |
| ---------------------------------------------- | ----------------------------------------------------------------------------- | --- | ------------------------ | ------------------ |
| Salvatorgasse 4 (Standort)                     | Ausleger                                                                      | Mitte 17. Jahrhundert (im August 2018 nicht in situ auffindbar) | D-7-79-194-344           | Ausleger           |
| Salvatorgasse 12 (Standort)                    | Haustür                                                                       | Geschnitzte Zweifeldertür mit geohrter Bekleidung, verzeichnet 1785 | D-7-79-194-346           | weitere Bilder     |
| Salvatorgasse 15, Salvatorgäßchen 2 (Standort) | Ehem. Kirche und Kloster der Karmeliten                                       | Mächtige Anlage des 15./16. Jahrhundert, 1562 aufgehoben, seit 1862 kath. Pfarrkirche und Pfarrhaus | D-7-79-194-347           | weitere Bilder     |
| Salvatorgasse 15 (Standort)                    | Ehemalige Karmeliterklosterkirche, jetzt Katholische Pfarrkirche St. Salvator | Monumentaler aber schlichter Saalbau mit eingezogenem Langchor mit Fünfachtelschluss und Strebepfeilern, Treppentürmchen und plastisch figürlich geschmückten Portalen im Westen und Norden, um 1420, Umbau zu einer dreischiffigen Staffelhalle mit offenem Dachreiter mit Zeltdach, 1826/29; mit Ausstattung | D-7-79-194-347 zugehörig | weitere Bilder     |
| Salvatorgäßchen 2 (Standort)                   | Ehemaliges Konventbau, jetzt Pfarrhaus                                        | Langgestreckter zweigeschossiger Satteldachbau mit Fachwerkerker, um 1420, erneuert 1474 | D-7-79-194-347 zugehörig | weitere Bilder     |
| Salvatorgäßchen 2 (Standort)                   | Ost- und Südflügel des ehemaligen Kreuzgangs                                  | Zwischen Kirche und ehem. Konventbau, im Kern um 1420, ausgebaut 2. Hälfte 15. Jahrhundert | D-7-79-194-347 zugehörig | weitere Bilder     |
| Salvatorgasse 16 (Standort)                    | Wohnhaus                                                                      | Zweigeschossiger Satteldachbau, um 1710 | D-7-79-194-480           | weitere Bilder     |
| Schäfflesmarkt 1 (Standort)                    | Wohn- und Geschäftshaus                                                       | Zweigeschossiger giebelständiger Fachwerkbau, mit Kranausleger, im Kern Mitte 17. Jahrhundert, im 18. Jahrhundert verändert | D-7-79-194-348           | weitere Bilder     |
| Schäfflesmarkt 3 (Standort)                    | Gasthof Goldenes Lamm                                                         | Zweigeschossiger giebelständiger Fachwerkbau, verputzt, mit korbbogiger Hofdurchfahrt, im Kern Mitte 17. Jahrhundert, historistische Blanziegelfassade mit Gesimsgliederung, Fenster mit Stuckrahmung, spätes 19. Jahrhundert                                                                                  | D-7-79-194-349           | weitere Bilder     |
| Schäfflesmarkt 3 (Standort)                    | Ausleger                                                                      | Schmiedeeisen, wohl spätes 19. Jahrhundert | D-7-79-194-349 zugehörig | weitere Bilder     |
| Schäfflesmarkt 5 (Standort)                    | Wohn- und Geschäftshaus                                                       | Breit gelagerter, zweigeschossiger Schweifgiebelbau, in Ecklage, letztes Viertel 17. Jahrhundert | D-7-79-194-350           | weitere Bilder     |
| Schäfflesmarkt 6 (Standort)                    | Ehemaliges Gasthaus Zum Goldenen Löwen                                        | Zweigeschossiger Eckbau mit giebelständigem Satteldach, Zwerchhaus und profiliertem Traufgesims, 1674, im zweiten Viertel 19. Jahrhundert verändert | D-7-79-194-351           | weitere Bilder     |
| Schäfflesmarkt 6 (Standort)                    | Eingangstür                                                                   | Zweiflügelig, mit Zopfstilornamenten, Holz, um 1800 | D-7-79-194-351           | weitere Bilder     |
| Schäfflesmarkt 7 (Standort)                    | Wohn- und Geschäftshaus                                                       | Zweigeschossiger Satteldachbau mit Fachwerkgiebel und -obergeschoss, um 1650 | D-7-79-194-352           | weitere Bilder     |
| Schäfflesmarkt 8 (Standort)                    | Wohnhaus, sogenanntes Böhmsches Haus                                          | Dreigeschossiger Walmdachbau, mit verputztem Fachwerkobergeschoss und massivem Erdgeschoss, Zwerchhaus mit Ziergiebel, Fassadengestaltung mit Stuckdekor, Gesims- und Pilastergliederung, 1710/11 | D-7-79-194-353           | weitere Bilder     |
| Schäfflesmarkt 8 (Standort)                    | Eingangstür                                                                   | Zweiflügelig, mit rundbogigem Oberlicht und Schnitzdekor, 1710/11 | D-7-79-194-353           | Eingangstür        |
| Schäfflesmarkt 8 (Standort)                    | Torpfeiler,                                                                   | Mit Putzrustika, historistisch, wohl spätes 19. Jahrhundert | D-7-79-194-353           | weitere Bilder     |
| Schäfflesmarkt 10 (Standort)                   | Wohn- und Geschäftshaus                                                       | Dreigeschossiger Eckbau mit Satteldach, Fassadengestaltung mit genuteten Ecklisenen, Putzfelderung und profilierter Fensterfaschung, um 1800; Eingangstür, mit klassizistischem Zierrat und Oberlichtgitter, Holz, um 1845                                                                                     | D-7-79-194-354           | weitere Bilder     |
| Schäfflesmarkt 11 (Standort)                   | Wohn- und Geschäftshaus                                                       | Zweigeschossiger und verputzter Fachwerkbau, im Kern nach 1612, Schweifgiebel frühes 18. Jahrhundert, Erneuerung mit Pilastergliederung 1826 | D-7-79-194-355           | weitere Bilder     |
| Scheckengasse 1 (Standort)                     | Ehemaliges Gerberhaus                                                         | Zweigeschossiger traufseitiger Satteldachbau, zweites Obergeschoss und Giebel in Fachwerk, mit zwei Trockenböden, Mitte 16. Jahrhundert | D-7-79-194-356           | weitere Bilder     |
| Scheckengasse 2 (Standort)                     | Kleinhaus                                                                     | Eingeschossiger und verputzter Fachwerkbau, mit einseitigem Halbwalm und vorkragendem Giebel, im Kern Mitte 15. Jahrhundert, traufseitige Erweiterung nach Süden, wohl zweite Hälfte 17. Jahrhundert | D-7-79-194-357           | weitere Bilder     |
| Scheckengasse 3 (Standort)                     | Ehemaliges Gerberhaus                                                         | Dreigeschossiger Fachwerkbau, mit einhüftigem traufseitigem Satteldach, giebelseitig flachbogige Aufzugsluken, um 1600 | D-7-79-194-358           | weitere Bilder     |
| Scheckengasse 4 (Standort)                     | Ehemaliges Gerberhaus                                                         | Zweigeschossiger verputzter Giebelbau, mit rückseitiger Laube, um 1579 (dendrochronologisch datiert) | D-7-79-194-359           | weitere Bilder     |
| Scheckengasse 2a (Standort)                    | Ehemaliger Stadel                                                             | Zweigeschossiger, teils verputzter Fachwerkbau mit Satteldach, bezeichnet „1558“ | D-7-79-194-359 zugehörig | weitere Bilder     |
| Scheckengasse 6 (Standort)                     | Ehemaliges Gerberhaus                                                         | Zweigeschossiger verputzter Fachwerkbau mit traufseitigem Satteldach, im Kern frühes 16. Jahrhundert, firstgedrehter Fachwerkanbau mit Satteldach im Osten, im Kern Ende 16. Jahrhundert | D-7-79-194-360           | weitere Bilder     |
| Schrannenstraße 2 (Standort)                   | Wohn- und Geschäftshaus, sogenanntes Hauff´sches Haus                         | Stattlicher dreigeschossiger Satteldachbau mit Fachwerkgiebel, im Kern Mitte 16. Jahrhundert, Fachwerkgiebel und westliche Erweiterung um 1700 | D-7-79-194-362           | weitere Bilder     |
| Schrannenstraße 4 (Standort)                   | Wohn- und Geschäftshaus                                                       | Schmaler, dreigeschossiger und verputzter Fachwerkbau, mit dreifach vorkragender Giebelseite, im Kern zweite Hälfte 16. Jahrhundert | D-7-79-194-363           | weitere Bilder     |
| Schrannenstraße 5, 7 (Standort)                | Wohn- und Geschäftshaus                                                       | Breit gelagerter, zweigeschossiger Fachwerkbau mit dreifach vorkragendem Giebel, verputzt, im Kern spätmittelalterlich | D-7-79-194-364           | weitere Bilder     |
| Schrannenstraße 8 (Standort)                   | Wohn- und Geschäftshaus, sogenanntes Leinfeldersches Haus                     | Dreigeschossiger und verputzter Giebelbau, mit Eckerker und Wappenkonsole, Fachwerkgiebel mit Schopfwalm und dreifachen Vorkragungen im Süden, im Kern um 1500, Umbau frühes 18. Jahrhundert | D-7-79-194-365           | weitere Bilder     |
| Schrannenstraße 8 (Standort)                   | Eingangstür                                                                   | Doppeltüre mit korbbogenförmigem Portalgewände, Holz, um 1775 | D-7-79-194-365 zugehörig | Eingangstür        |
| Schrannenstraße 11 (Standort)                  | Ehemaliges Gasthaus                                                           | Dreigeschossiger Satteldachbau mit geschwungenem Giebel und übereck gestellten Pilastern, 1609 erbaut, erneuert 1929, 1965 und 1979 | D-7-79-194-366           | weitere Bilder     |
| Spitalhof 2, 2a (Standort)                     | Ehemals Gartensaal                                                            | Erdgeschossiger Massivbau mit Mansardwalmdach und Zwerchhausgiebel, wohl um 1780 unter Einbeziehung eines älteren Kerns | D-7-79-194-861           | Ehemals Gartensaal |
| Strelgasse 5 (Standort)                        | Ehemaliges Handwerkerhaus                                                     | Giebelständiger zweigeschossiger Satteldachbau mit Putzbandgliederung, im Kern frühes 18. Jahrhundert, Fassade 2. Viertel 19. Jahrhundert | D-7-79-194-371           | weitere Bilder     |
| Strelgasse 11 (Standort)                       | Wohnhaus                                                                      | Zweigeschossiger giebelständiger Satteldachbau, ursprünglich Fachwerkständerbau im Kern um 1470/80, Fassade mit gestuftem Wellengiebel, spätes 17. Jahrhundert | D-7-79-194-372           | weitere Bilder     |

#### T
| Lage                   | Objekt                               | Beschreibung | Akten-Nr.      | Bild                                 |
| ---------------------- | ------------------------------------ | --- | -------------- | ------------------------------------ |
| Taigweg 9 (Standort)   | Wohnhaus eines ehemaligen Gartenguts | Zweigeschossiger Massivbau mit steilem Walmdach, im Kern 2. Hälfte 17. Jahrhundert, im 18. und 19. Jahrhundert überformt                                                            | D-7-79-194-374 | Wohnhaus eines ehemaligen Gartenguts |
| Turmgasse 1 (Standort) | Wohnhaus                             | Zweigeschossiger und giebelständiger Fachwerkbau, Mitte 16. Jahrhundert, barocke Fassadenmalerei um 1710                                                                            | D-7-79-194-375 | weitere Bilder                       |
| Turmgasse 2 (Standort) | Wohnhaus                             | Zweigeschossiger und verputzter Giebelbau, im Kern um 1390 (dendrochronologisch datiert), später verändert; Haustür, zweiflügelig, spätklassizistisch, um 1820                      | D-7-79-194-376 | weitere Bilder                       |
| Turmgasse 3 (Standort) | Wohnhaus                             | Zweigeschossiger Satteldachbau in Ecklage, im Kern 3. Viertel 16. Jahrhundert, überarbeitet 1. Hälfte 19. Jahrhundert; modern nachhaltig verändert                                  | D-7-79-194-377 | weitere Bilder                       |
| Turmgasse 6 (Standort) | Bürgerhaus                           | Zweigeschossiger Fachwerkständerbau in Ecklage mit dreifach vorkragendem Giebel, im Kern um 1460/70, Dachtragwerk und Giebel spätes 16. Jahrhundert, Erdgeschoss später versteinert | D-7-79-194-378 | weitere Bilder                       |

#### V
| Lage                              | Objekt                                                                | Beschreibung | Akten-Nr.               | Bild                  |
| --------------------------------- | --------------------------------------------------------------------- | --- | ----------------------- | --------------------- |
| Vordere Gerbergasse 2 (Standort)  | Ehemaliges Gerberhaus                                                 | Zweigeschossiger verputzter Fachwerkbau, mit dreifach vorkragender Giebelseite, um 1500 | D-7-79-194-380          | weitere Bilder        |
| Vordere Gerbergasse 3 (Standort)  | „Reihl-Haus“ ehemaliges Färberhaus, bis 1726 städtisches Lagergebäude | Dreigeschossiger Eckbau mit getrepptem Schweifgiebel, Fenster und Rundbogenportale mit Suevitgewände, 1557 (dendrochronologisch datiert), traufseitige Färberlaube und Giebelgestaltung 1734 (dendrochronologisch datiert) | D-7-79-194-381          | weitere Bilder        |
| Vordere Gerbergasse 3 (Standort)  | Stadel                                                                | Zweigeschossiger und verputzter Fachwerkbau mit Satteldach, über massivem Erdgeschoss, um 1760 (dendrochronologisch datiert) | D-7-79-194-381          | weitere Bilder        |
| Vordere Gerbergasse 7 (Standort)  | Ehemaliges Gerberhaus                                                 | Zweigeschossiger und verputzter Fachwerkbau, mit giebelständigem Satteldach und zweifach vorkragendem Giebel, im Kern Anfang 17. Jahrhundert | D-7-79-194-382          | weitere Bilder        |
| Vordere Gerbergasse 9 (Standort)  | Ehemaliges Gerberhaus                                                 | Zweigeschossiger und giebelständiger Fachwerkbau, zum Teil verputzt, zweite Hälfte 18. Jahrhundert | D-7-79-194-384          | weitere Bilder        |
| Vordere Gerbergasse 11 (Standort) | Ehemaliges Gerberhaus                                                 | Zweigeschossiger verputzter Fachwerkbau, mit giebelständigem Steilsatteldach, erste Hälfte 16. Jahrhundert | D-7-79-194-385          | weitere Bilder        |
| Vordere Gerbergasse 11 (Standort) | Rückgebäude                                                           | Dreigeschossiger, giebelseitiger Satteldachanbau, teils verputztes Fachwerk, mit verschalter Laube und Trockenspeicher, frühes 17. Jahrhundert | D-7-79-194-385          | weitere Bilder        |
| Vordere Gerbergasse 12 (Standort) | Wohnhaus                                                              | Zweigeschossiger giebelständiger Eckbau, Fassadengestaltung mit Putz- und Gesimsgliederung, um 1894 | D-7-79-194-386          | weitere Bilder        |
| Vordere Gerbergasse 13 (Standort) | Ehemaliges Gerberhaus                                                 | Zweigeschossiger verputzter Giebelbau, Fachwerkständerkonstruktion mit massivem Erdgeschoss, im Kern um 1368 (dendrochronologisch datiert), Umbau mit nordwestlicher Erweiterung um 1474 (dendrochronologisch datiert), verschaltes Vordach mit Altane um 1607 (dendrochronologisch datiert)                                       | D-7-79-194-387          | weitere Bilder        |
| Vordere Gerbergasse 17 (Standort) | Ehemaliges Gerberhaus                                                 | Zweigeschossiger giebelständiger Fachwerkbau, zum Teil verputzt, mit offenem Speicher, rückseitig verschalter Giebel mit Altane, um 1473 (dendrochronologisch datiert) | D-7-79-194-388          | weitere Bilder        |
| Vordere Gerbergasse 19 (Standort) | Ehemaliges Gerberhaus                                                 | Schmaler zweigeschossiger Fachwerkbau, mit Schopfwalmdach und vorkragendem Giebel, im Kern spätes 15. Jahrhundert, Türgerüst mit Schnitzdekor 1660–70, Doppeltür um 1800 | D-7-79-194-389          | weitere Bilder        |
| Vordere Gerbergasse 20 (Standort) | Wohnhaus                                                              | Zweigeschossiger Eckbau mit Satteldach, im Kern um 1586, mit frühbarockem Schweifgiebel und genuteten Ecklisenen, spätes 17. Jahrhundert | D-7-79-194-390          | weitere Bilder        |
| Vordere Gerbergasse 21 (Standort) | Ehemaliges Gerberhaus                                                 | Zweigeschossiger und verputzter Fachwerkbau mit Satteldach, in Ecklage, im Kern wohl spätmittelalterlich Haustür, spätklassizistisch, Holz, 1810-20 | D-7-79-194-391          | weitere Bilder        |
| Vordere Gerbergasse 23 (Standort) | Ehemaliges Gerberhaus                                                 | Zweigeschossiger und verputzter Fachwerkbau mit Satteldach und vorkragendem Giebel, in Ecklage, spätes 15. Jahrhundert | D-7-79-194-392          | weitere Bilder        |
| Vordere Gerbergasse 24 (Standort) | Kleinhaus                                                             | Zweigeschossiger verputzter Fachwerkbau mit Satteldach und giebelseitiger Aufzugsluke, 1559 (dendrochronologisch datiert) | D-7-79-194-64           | weitere Bilder        |
| Bauhofgäßchen 3 (Standort)        | Stadel                                                                | Rückwärtig an Vordere Gerbergasse 24 angebaut, zweigeschossiger Satteldachbau mit Fachwerk über Massivgeschoss und kurzem Stichbogenfries, um 1586 (dendrochronologisch datiert) | D-7-79-194-64 zugehörig | weitere Bilder        |
| Vordere Gerbergasse 25 (Standort) | Ehemaliges Gerberhaus                                                 | Zweigeschossiger Giebelbau mit Schopfwalm und massivem Sockelgeschoss, Obergeschoss und dreifach vorkragender Giebel in Fachwerk, mit offenen Speicherluken, rückseitiger Altane und Hohlziegeldach, um 1422 (dendrochronologisch datiert)                                                                                         | D-7-79-194-394          | Ehemaliges Gerberhaus |
| Vordere Gerbergasse 31 (Standort) | Ehemaliges Gerberhaus                                                 | Zweigeschossiger Giebelbau, mit vorkragendem dritten Fachwerkobergeschoss und -giebel, über zwei massiven Sockelgeschossen, z. T. verputzt, mit Hohlziegeldach, um 1592 (dendrochronologisch datiert) | D-7-79-194-395          | weitere Bilder        |
| Vordere Gerbergasse 33 (Standort) | Ehemaliges Gerberhaus                                                 | Zweigeschossiger Fachwerkbau mit massivem Sockelgeschoss und Satteldach, verputzt, spätes 15. Jahrhundert | D-7-79-194-396          | weitere Bilder        |
| Vordere Gerbergasse 37 (Standort) | Haustür                                                               | Spätklassizistisch um 1810/20 | D-7-79-194-397          | weitere Bilder        |
| Vordere Gerbergasse 39 (Standort) | Ehemaliges Gerberhaus                                                 | Dreigeschossiger Fachwerkbau mit Satteldach, in Ecklage, Giebel mit Aufzugsöffnungen und Lüftungsluken, vier Eckständer mit geschnitztem Knorpelwerkdekor, rückseitiger Giebel und zweites Obergeschoss holzverkleidet, bezeichnet „1674“ Eingangstür, zweiflügelig, mit Oberlicht und Empire-Schnitzerei, Holz, bezeichnet „1809“ | D-7-79-194-398          | weitere Bilder        |

#### W
| Lage                            | Objekt                                                                  | Beschreibung | Akten-Nr.                | Bild                 |
| ------------------------------- | ----------------------------------------------------------------------- | --- | ------------------------ | -------------------- |
| Weinmarkt 1 (Standort)          | Ehemaliges Hallgebäude                                                  | Stattlicher dreigeschossiger Satteldachbau, mit geschwungenen Treppengiebeln und vier polygonalen Eckerkern, 1541/45                                                                     | D-7-79-194-399           | weitere Bilder       |
| Weinmarkt 2 (Standort)          | Wohn- und Geschäftshaus                                                 | Stattlicher zweigeschossiger verputzter Satteldachbau in Ecklage mit gegliedertem Vorschussgiebel, im Kern um 1383 (dendro.dat), später mehrfach verändert                               | D-7-79-194-460           | weitere Bilder       |
| Weinmarkt 3 (Standort)          | Ehemals Bäckerei                                                        | Zweigeschossiger giebelständiger und verputzter Fachwerkständerbau mit Satteldach, Giebelseite vierfach vorkragend, 1472/74 (dendrochronologisch datiert)                                | D-7-79-194-400           | weitere Bilder       |
| Weinmarkt 4 (Standort)          | Ehemalige Schmiede                                                      | Dreigeschossiger Satteldachbau mit Schopfwalm, in Ecklage, vorkragendes 2. Obergeschoss und Giebel Fachwerk, um 1470/80, später verändert                                                | D-7-79-194-401           | weitere Bilder       |
| Weinmarkt 5 (Standort)          | Wohnhaus                                                                | Eingeschossiger Satteldachbau, urspr. als Fachwerkständerbau mit dreifach vorkragendem Giebelzwerchhaus, letztes Drittel 15. Jahrhundert, Untergeschosse versteinert                     | D-7-79-194-402           | weitere Bilder       |
| Weinmarkt 6 (Standort)          | Wohnhaus                                                                | Dreigeschossiger giebelständiger Satteldachbau, im Kern ausgehendes 15. Jahrhundert, später mehrfach überformt                                                                           | D-7-79-194-403           | weitere Bilder       |
| Weinmarkt 7 (Standort)          | Ehemaliges Gasthaus Engel, Vorderhaus                                   | zweigeschossiger giebelständiger Satteldachbau, im Kern um 1395 (dendrochronologisch datiert), mit Neurenaissancefassade, bezeichnet „1882“                                              | D-7-79-194-404           | weitere Bilder       |
| Weinmarkt 7 (Standort)          | Ehemaliges Gasthaus Engel, Hinterhaus                                   | Dreigeschossiger giebelständiger Satteldachbau, 1616 (dendro.dat.), umgebaut 1777 (dendrochronologisch datiert)                                                                          | D-7-79-194-404 zugehörig | weitere Bilder       |
| Weinmarkt 8 (Standort)          | Ehemaliges Gasthaus Krone                                               | Dreigeschossiger giebelständiger Satteldachbau, im Kern spätmittelalterlich, frühes 15. Jahrhundert, weitgehend verändert, Neurenaissancefassade, 1882                                   | D-7-79-194-405           | weitere Bilder       |
| Weinmarkt 9 (Standort)          | Bürgerhaus                                                              | Dreigeschossige giebelständiger Satteldachbau, vorkragendes drittes Obergeschoss und Giebel Fachwerk, verputzt, frühes 16. Jahrhundert, Erdgeschoss massiv, im Kern älter                | D-7-79-194-406           | weitere Bilder       |
| Weinmarkt 10 (Standort)         | Ehemalige Weinmarktkapelle, heute einbezogen in Wohn- und Geschäftshaus | 1320 (dendrochronologisch datiert), zweigeschossiger Satteldachbau in Ecklage, im Kern mittelalterlich, im 17. und 18. Jahrhundert verändert, an der Fassade eingemauerte Maßwerkspolien | D-7-79-194-407           | weitere Bilder       |
| Wemdinger Straße 6 (Standort)   | Wohnhaus                                                                | Zweigeschossiger villenartiger Walmdachbau mit Eckturm und Gliederungen in Neurenaissance-Formen, von Paul Söldner, 1893                                                                 | D-7-79-194-408           | weitere Bilder       |
| Würzburger Straße 1 (Standort)  | Ehemaliges Gartengut, jetzt Wohnhaus                                    | Zweigeschossiger Satteldachbau mit Zwerchgiebel und Rundbogenfenstern, im Kern um 1719 (dendrochronologisch datiert), Fassaden biedermeierlich überformt, um 1836                        | D-7-79-194-409           | weitere Bilder       |
| Würzburger Straße 20 (Standort) | Ehemaliges Gartengut                                                    | Zweigeschossiger Walmdachbau mit Ecklisenen, um 1800 | D-7-79-194-410           | Ehemaliges Gartengut |

#### Z
| Lage                     | Objekt                            | Beschreibung | Akten-Nr.      | Bild           |
| ------------------------ | --------------------------------- | --- | -------------- | -------------- |
| Zeitblomweg 1 (Standort) | Wohnhaus                          | Zweigeschossiger Bau über T-förmigem Grundriss mit Eckrustika und steilen Schopfwalmdächern, 1900/01 von Karl Heuchel                                        | D-7-79-194-484 | weitere Bilder |
| Zindelgasse 1 (Standort) | Ehemaliges kleines Handwerkerhaus | Schmaler zweigeschossiger verputzter Fachwerkständerbau mit Steilsatteldach, im Kern spätes 16. Jahrhundert                                                  | D-7-79-194-411 | weitere Bilder |
| Zindelgasse 4 (Standort) | Wohnhaus                          | Traufständiger zweigeschossiger Satteldachbau mit horizontal gegliedertem Schweifgiebel, frühes 18. Jahrhundert                                              | D-7-79-194-412 | weitere Bilder |
| Zindelhof 1 (Standort)   | Fachwerkhaus                      | Zweigeschossiger giebelständiger Satteldachbau, Giebel zweifach vorkragend, im Kern frühes 14. Jahrhundert, in der 2. Hälfte des 17. Jahrhunderts umgeformt  | D-7-79-194-413 | weitere Bilder |
| Zindelhof 2 (Standort)   | Ehemals Ackerbürgerhaus           | Zweigeschossiger giebelständiger Satteldachbau mit verputztem Fachwerkgiebel, im Kern 1366 (dendrochronologisch datiert) verändert 2. Hälfte 17. Jahrhundert | D-7-79-194-414 | weitere Bilder |
| Zindelhof 3 (Standort)   | Ehemals Ackerbürgerhaus           | Zweigeschossiger giebelständiger Satteldachbau mit verputztem Fachwerkgiebel, im Kern 1366 (dendrochronologisch datiert) verändert 2. Hälfte 17. Jahrhundert | D-7-79-194-415 | weitere Bilder |
| Zindelhof 5 (Standort)   | Ehemals Kleinbürgerhaus           | Schmaler zweigeschossiger Bau mit Fachwerkgiebel, Mitte 18. Jahrhundert                                                                                      | D-7-79-194-416 | weitere Bilder |

### Baldingen
| Lage                           | Objekt                                          | Beschreibung | Akten-Nr.      | Bild           |
| ------------------------------ | ----------------------------------------------- | --- | -------------- | -------------- |
| Talergasse 19, 21 (Standort)   | Evangelisch-lutherische Filialkirche St. Gallus | Turmunterbau romanisch, um 1700 erhöht, Saalbau 1755 unter dem Einfluss von Johann David Steingruber; mit Ausstattung | D-7-79-194-419 | weitere Bilder |
| Talergasse 19, 21 (Standort)   | Friedhof                                        | mit Ummauerung | D-7-79-194-419 | weitere Bilder |
| Von-Linden-Straße 4 (Standort) | Herrschaftliches Landhaus                       | Langgestreckter stattlicher Traufseitbau mit Schopfwalmdach und Putzbandgliederung, frühes 19. Jahrhundert            | D-7-79-194-417 | BW             |

### Bruckmühle
| Lage                                          | Objekt      | Beschreibung          | Akten-Nr.      | Bild |
| --------------------------------------------- | ----------- | --------------------- | -------------- | --- |
| Bruckmühlweg 3 (an der Bruckmühle) (Standort) | Wappenstein | bezeichnet mit „1649“ | D-7-79-194-438 | [[Vorlage:Bilderwunsch/code!/C:48.834706,10.447778!/D:Bruckmühlweg 3 (an der Bruckmühle), Wappenstein!/\|BW]] |

### Dürrenzimmern
| Lage                             | Objekt                                         | Beschreibung                                                                                       | Akten-Nr.      | Bild           |
| -------------------------------- | ---------------------------------------------- | -------------------------------------------------------------------------------------------------- | -------------- | -------------- |
| Sankt Gallusstraße 11 (Standort) | Evangelisch-lutherische Pfarrkirche St. Gallus | Chorturmkirche des 13. Jahrhunderts, im 17. Jahrhundert erhöht, Turmoberteil 1697; mit Ausstattung | D-7-79-194-420 | weitere Bilder |
| Sankt Gallusstraße 11 (Standort) | Friedhof                                       | Ummauert                                                                                           | D-7-79-194-420 | weitere Bilder |

### Grosselfingen
| Lage                      | Objekt                                                 | Beschreibung | Akten-Nr.                | Bild                                  |
| ------------------------- | ------------------------------------------------------ | --- | ------------------------ | ------------------------------------- |
| Kirchweg 3 (Standort)     | Evangelisch-lutherisches Pfarrhaus                     | Zweigeschossiger neubarocker Walmdachbau, von Karl Adolf Brendel, 1911 | D-7-79-194-421           | Evangelisch-lutherisches Pfarrhaus    |
| Kirchweg 4 (Standort)     | Evangelisch-lutherische Pfarrkirche St. Peter und Paul | Saalbau mit eingezogenem Halbrundchor und südseitig angestelltem Turm mit oktogonalem Obergeschoss und Zeltdach, 1713, Turmuntergeschoss erste Hälfte 15. Jahrhundert; mit Ausstattung | D-7-79-194-422           | weitere Bilder                        |
| Nähe Kirchweg (Standort)  | Friedhof                                               | Mit Friedhofsmauer des 17./18. Jahrhunderts | D-7-79-194-422 zugehörig | weitere Bilder                        |
| Riedstraße 8 (Standort)   | Bauernhaus                                             | Erdgeschossiger Wohnstallbau mit Stichbogenfenstern und Giebelknauf, viertes Viertel 19. Jahrhundert                                                                                   | D-7-79-194-423           | Bauernhaus                            |
| Schloßstraße 4 (Standort) | Ehemaliges Amtshaus, jetzt Bauernhaus                  | Zweigeschossiger Walmdachbau, bezeichnet „1743“, modern verändert | D-7-79-194-424           | Ehemaliges Amtshaus, jetzt Bauernhaus |
| Schloßstraße 6 (Standort) | Gasthaus Goldene Sonne                                 | Zweigeschossiger giebelständiger Satteldachbau mit Giebelgesimsen und -knauf, bezeichnet „1801“                                                                                        | D-7-79-194-425           | weitere Bilder                        |

### Herkheim
| Lage                                     | Objekt                            | Beschreibung                                                                       | Akten-Nr.      | Bild           |
| ---------------------------------------- | --------------------------------- | ---------------------------------------------------------------------------------- | -------------- | -------------- |
| Ederheimer Straße (bei Nr. 7) (Standort) | Steinkreuz                        | 17. Jahrhundert                                                                    | D-7-79-194-427 | BW             |
| Hauptstraße 11 (Standort)                | Katholische Filialkirche St. Anna | Chorturm um 1420, Langhaus über älterem Kern Ende 17. Jahrhundert; mit Ausstattung | D-7-79-194-426 | weitere Bilder |

### Holheim
| Lage                          | Objekt                               | Beschreibung                                                                               | Akten-Nr.      | Bild                                 |
| ----------------------------- | ------------------------------------ | ------------------------------------------------------------------------------------------ | -------------- | ------------------------------------ |
| Johanniterstraße 8 (Standort) | Katholische Filialkirche St. Michael | Chorturmanlage, Langhaus Ende 12. Jahrhundert, Turm und Sakristei um 1400; mit Ausstattung | D-7-79-194-428 | Katholische Filialkirche St. Michael |
| Johanniterstraße 8 (Standort) | Friedhof                             | Mit Friedhofsmauer und Eingangspfeilern, 17./18. Jahrhundert                               | D-7-79-194-428 | BW                                   |

### Kleinerdlingen
| Lage                             | Objekt                                          | Beschreibung | Akten-Nr.      | Bild           |
| -------------------------------- | ----------------------------------------------- | --- | -------------- | -------------- |
| Am Johanniterschloß 1 (Standort) | Ehemaliges Amtshaus                             | Zweigeschossiger traufständiger Satteldachbau, bezeichnet „1683“ und „1709“, umfassend modernisiert | D-7-79-194-429 | BW             |
| Am Johanniterschloß 3 (Standort) | Ehemaliges Johanniterschloss                    | Drei Trakte des ursprünglich vierflügeligen Wasserschlosses, zweigeschossige Satteldachbauten mit Schweifgiebeln, Hauptbau mit oktogonalen Ecktürmen, 1614, Seitenflügel gleichzeitig, im 17./18. Jahrhundert barockisiert                                                     | D-7-79-194-430 | BW             |
| Erninger Straße 41 (Standort)    | Pfarrhaus                                       | Zweigeschossiger traufseitiger Satteldachbau mit Lisenengliederung, 1901 | D-7-79-194-431 | BW             |
| Erninger Straße 43 (Standort)    | Katholische Pfarrkirche St. Johannes der Täufer | Spätklassizistischer Saalbau mit Gesimsgliederung und wechselnd verputzten und ziegeklsichtigen Flächen, mit eingezogener Halbrundapsis mit aufgesetztem quadratischem Turm mit flachem Zeltdach, halbrund offene Portikus im Westen, von Franz Keim, 1821–24; mit Ausstattung | D-7-79-194-432 | weitere Bilder |
| Judenhof 2, 3 (Standort)         | Ehemaliges jüdisches Wohnhaus                   | Zweigeschossiger Massivbau mit Mansardwalmdach und Lisenengliederung, ausgehendes 18. Jahrhundert | D-7-79-194-434 | BW             |
| Kapellenweg 1 (Standort)         | Ehemaliges Schulhaus                            | Zweigeschossiger, winkelförmiger Walmdachbau mit Zwerchgiebel, 1910/11 von Karl Heuchel | D-7-79-194-486 | BW             |

### Klötzenmühle
| Lage                                                     | Objekt      | Beschreibung          | Akten-Nr.      | Bild |
| -------------------------------------------------------- | ----------- | --------------------- | -------------- | --- |
| Klötzenmühlweg 1 (am Stadel der Klötzenmühle) (Standort) | Wappenstein | bezeichnet mit „1755“ | D-7-79-194-439 | [[Vorlage:Bilderwunsch/code!/C:48.841055,10.457268!/D:Klötzenmühlweg 1 (am Stadel der Klötzenmühle), Wappenstein!/\|BW]] |

### Löpsingen
| Lage                     | Objekt                                          | Beschreibung | Akten-Nr.      | Bild           |
| ------------------------ | ----------------------------------------------- | --- | -------------- | -------------- |
| Ortsstraße 27 (Standort) | Evangelisch-lutherische Pfarrkirche St. Michael | Turm Anfang 13. Jahrhundert, Chor 14./15. Jahrhundert, Langhaus Ende 15. Jahrhundert; mit Ausstattung; Ehemalige Friedhofsbefestigung, Mauer mit Pforte nach Westen und Torhäuschen nach Osten, 17. Jahrhundert                                                                        | D-7-79-194-435 | weitere Bilder |
| Ortsstraße 29 (Standort) | Ehemaliger Meierhof                             | Hauptbau, breitgelagerter, stattlicher erdgeschossiger Satteldachbau, im Kern 1. Drittel 16. Jahrhundert Stadel, stattlicher gemauerter Satteldachbau mit Segmentbogeneinfahrten, Mitte 19. Jahrhundert wohl unter Einbeziehung eines kleineren Vorgängers des frühen 18. Jahrhunderts | D-7-79-194-436 | weitere Bilder |

### Nähermemmingen
| Lage                                      | Objekt                                        | Beschreibung                                                                                               | Akten-Nr.      | Bild           |
| ----------------------------------------- | --------------------------------------------- | --- | -------------- | -------------- |
| Bruckmühlweg 1 (Standort)                 | Bauernhaus                                    | Erdgeschossiger giebelständiger Wohnstallbau, mit Giebelknauf, erbaut 1857                                 | D-7-79-194-437 | BW             |
| Nähe Riesstraße; Riesstraße 62 (Standort) | Evangelisch-lutherische Pfarrkirche St. Maria | Einheitlicher Bau von 1426 ff., Turmoberteil Ende 17. Jahrhundert; mit Ausstattung Friedhof mit Ummauerung | D-7-79-194-442 | weitere Bilder |
| Riesstraße, in Ortsmitte (Standort)       | Säulenbasis                                   | Kalktuff, vielleicht kaiserzeitlich römisch                                                                | D-7-79-194-443 | BW             |
| Riesstraße 24 (Standort)                  | Bauernhaus                                    | Erdgeschossiger giebelständiger Satteldachbau mit Traufknoten und Giebelknauf, ausgehendes 18. Jahrhundert | D-7-79-194-440 | BW             |
| Riesstraße 50 (Standort)                  | Ehemalige Schule, jetzt Wohnhaus              | Zweigeschossiger giebelständiger Satteldachbau mit getrepptem Schweifgiebel, um 1700                       | D-7-79-194-441 | BW             |

### Pfäfflingen
| Lage                     | Objekt                                                                                      | Beschreibung | Akten-Nr.      | Bild                                                                                        |
| ------------------------ | ------------------------------------------------------------------------------------------- | --- | -------------- | ------------------------------------------------------------------------------------------- |
| Dorfstraße 8 (Standort)  | Ehemaliges Amtshaus, später Thurn-und-Taxis-Poststation und Kleinbauernhaus, jetzt Wohnhaus | Erdgeschossiger Satteldachbau mit Schweifgiebel, zweites Drittel 18. Jahrhundert, umfassend modernisiert                                      | D-7-79-194-444 | Ehemaliges Amtshaus, später Thurn-und-Taxis-Poststation und Kleinbauernhaus, jetzt Wohnhaus |
| Dorfstraße 19 (Standort) | Gasthaus                                                                                    | Stattlicher zweigeschossiger Satteldachbau mit horizontal unterteiltem Schweifgiebel, bezeichnet „1737“                                       | D-7-79-194-445 | weitere Bilder                                                                              |
| Dorfstraße 19 (Standort) | Ehemaliger Zehentstadel                                                                     | Satteldachbau mit Eckquaderung und Stichbogentor, um 1700                                                                                     | D-7-79-194-445 | weitere Bilder                                                                              |
| Kirchplatz 3 (Standort)  | Evangelisch-lutherische Pfarrkirche St. Georg                                               | Im Kern mittelalterliche Chorturmanlage, Chorturm Anfang 14. Jahrhundert, 1670 Langhausneubau und Turmerhöhung mit Turmhaube; mit Ausstattung | D-7-79-194-446 | weitere Bilder                                                                              |
| Kirchplatz 3 (Standort)  | Friedhof                                                                                    | Mit Ummauerung des 16./17. Jahrhunderts | D-7-79-194-446 | weitere Bilder                                                                              |
| Mauchgasse 2 (Standort)  | Ehemaliges Bauernhaus                                                                       | Repräsentativer erdgeschossiger Satteldachbau mit Schweifgiebel und Zwerchhaus mit Schweifgiebel, Mitte 18. Jahrhundert                       | D-7-79-194-447 | weitere Bilder                                                                              |

### Schmähingen
| Lage                          | Objekt                                        | Beschreibung | Akten-Nr.      | Bild                        |
| ----------------------------- | --------------------------------------------- | --- | -------------- | --------------------------- |
| Kirchbergstraße 6 (Standort)  | Pfarrhaus                                     | Zweigeschossiger giebelständiger Massivbau über hohem Sockelgeschoss, mit Schopfwalmdach, 1816 mit Hofummauerung, wohl zeitgleich  | D-7-79-194-448 | weitere Bilder              |
| Kirchbergstraße 10 (Standort) | Evangelisch-lutherische Pfarrkirche St. Maria | Mittelalterliche Chorturmanlage mit stattlichem Chorturm, 1436/38, Chorschluss und Langhaus Mitte 15. Jahrhundert; mit Ausstattung | D-7-79-194-449 | weitere Bilder              |
| Prielstraße 6 (Standort)      | Gasthaus Zum Goldenen Kreuz                   | Stattlicher zweigeschossiger Satteldachbau mit abgetrepptem, geschweiftem Giebel, wohl 1727                                        | D-7-79-194-450 | Gasthaus Zum Goldenen Kreuz |
| Prielstraße 6 (Standort)      | Querstehender Stadel                          | massiver Satteldachbau mit urspr. zwei korbbogigen Tennentoren, bezeichnet „1727“                                                  | D-7-79-194-450 | BW                          |
| Stählinstraße 11 (Standort)   | Kleinbauernhaus                               | Erdgeschossiger traufständiger Satteldachbau, frühes 19. Jahrhundert                                                               | D-7-79-194-461 | BW                          |

## Ehemalige Baudenkmäler
In diesem Abschnitt sind Objekte aufgeführt, die früher einmal in der Denkmalliste eingetragen waren, jetzt aber nicht mehr. Objekte, die in anderem Zusammenhang – also z. B. als Teil eines Baudenkmals – weiter eingetragen sind, sollen hier nicht aufgeführt werden. Aktennummern in diesem Abschnitt sind ehemalige, jetzt nicht mehr gültige Aktennummern.

| Lage                                       | Objekt         | Beschreibung                                                                              | Akten-Nr.      | Bild           |
| ------------------------------------------ | -------------- | ----------------------------------------------------------------------------------------- | -------------- | -------------- |
| Nördlingen An der Bergermauer 7 (Standort) | Kleinhaus      | im Kern spätmittelalterlich, mit schlichtem Fachwerkgiebel, zweite Hälfte 18. Jahrhundert | D-7-79-194-19  | weitere Bilder |
| Nördlingen Herrengasse 35 (Standort)       | Kleinhaus      | verputzt, im Kern 18. Jahrhundert; mit Vorgarten                                          | D-7-79-194-173 | Kleinhaus      |
| Nördlingen Herrengasse 40 (Standort)       | Fachwerkgiebel | spätes 17./frühes 18. Jahrhundert                                                         | D-7-79-194-176 | Fachwerkgiebel |

## Abgegangene Baudenkmäler
In diesem Abschnitt sind Objekte aufgeführt, die früher einmal in der Denkmalliste eingetragen waren, jetzt aber nicht mehr existieren, z. B. weil sie abgebrochen wurden. Aktennummern in diesem Abschnitt sind ehemalige, jetzt nicht mehr gültige Aktennummern.

| Lage                                         | Objekt                | Beschreibung | Akten-Nr.      | Bild     |
| -------------------------------------------- | --------------------- | --- | -------------- | -------- |
| Nördlingen Basteigasse 5 (Standort)          | Wohnhaus              | Teilweise Fachwerk (verputzt), im Kern 16. Jahrhundert                                                                       | D-7-79-194-477 | Wohnhaus |
| Kleinerdlingen Erninger Straße 32 (Standort) | Ehemalige Synagoge    | Erbaut 1786 | D-7-79-194-466 | BW       |
| Kleinerdlingen Erninger Straße 34 (Standort) | Ehemaliges Bauernhaus | Zweigeschossiger Satteldachbau mit Ecklisenen, Traufgesims und Figurennische, 18. Jahrhundert, Tenne und Stall 1964 angebaut | D-7-79-194-496 | BW       |